# العامل البرتقالي

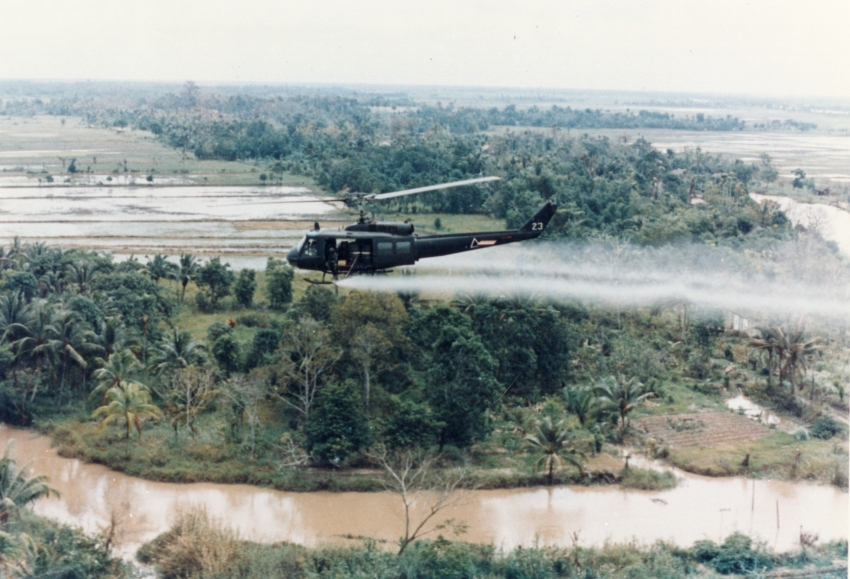
الجيش الأميركي يرش بالمروحيات العامل البرتقالي فوق الأراضي الزراعية (1963) خلال حرب فييتنام (60-1975).

العامل البرتقالي أو عامل أورانج (الإنجليزية: Agent Orange) هو الاسم الرمزي لمبيد أعشاب كيميائي ونازع ورق شجر من مبيدات قوس قزح المعروفة على نطاقٍ واسعٍ لا سيما لاستخدامها من قبل الجيش الأمريكي بصفتها جزءاً من برنامج «حرب مبيدات الأعشاب» (برنامج الحرب السامة)، أو عملية «رانش هاند»، أثناء حرب فييتنام ما بين العامين 1962 و1971.
والعامل البرتقالي خليط كيميائي من أجزاءٍ متساويةٍ (بنسبة 50:50) من مركبين؛ ثلاثي كلوروفينوكسي حمض الأسيتيك ورمزه (2,4,5-T)، وثنائي كلوروفينوكسي حمض الأسيتيك ورمزه (2,4-D)، وقد جرى تصنيعه لصالح «وزارة الدفاع الأمريكية» (البنتاغون) بواسطة شركتي «مونسانتو»، و«داو كيميكال».
تسببت آثار الديوكسين (بشكلٍ رئيسٍ مادة «TCDD» الأكثر سميةً من نوعها) -فضلاً عن آثاره البيئية الضارة- بمشاكلَ صحيةٍ كبيرةٍ للأفراد الذين تعرضوا له ولذرياتهم. بلغت أعداد القتلى أو المشوهين أربعمئة ألفٍ بحسب التصريحات الفييتنامية، إضافةً إلى خمسمئة ألفٍ من الأطفال ممّن ولدوا بعيوبٍ خَلْقيةٍ. يعتبر هذا العامل من مسببات ظهور مرض باركنسون وأحد عوامل الخطر لمتلازمة خلل التنسج النقوي.
تقول الحكومة الفييتنامية إن ما يصل إلى أربعة ملايين شخصٍ في فييتنام تعرضوا للمبيدات، وعانى ما يقرب من ثلاثة ملايين آخرين من الأمراض بسبب العامل البرتقالي، في حين يقدر الصليب الأحمر الفييتنامي ما يصل إلى مليون مشوهٍ أو لديهم مشاكل صحية نتيجة تعرضهم للعامل البرتقالي. بينما وصفت حكومة الولايات المتحدة هذه الأرقام بأنها لا يُعتمد عليها أثناء توثيق حالات سرطان الدم وسرطان الغدد الليمفاوية «هودجكين»، وأنواعٍ مختلفةٍ من السرطان لدى قدامى المحاربين الأمريكيين المتعرضين. أظهرت دراسة وبائية أجرتها مراكز مراقبة الأمراض والوقاية منها أن ثمة زيادةً في معدل التشوهات الخَلقية لأطفال العسكريين [الذين تعرضوا للعامل البرتقالي] نتيجةً لهذا العامل. تسبب العامل البرتقالي أيضاً في أضرارٍ بيئيةٍ جسيمةٍ في فييتنام، فأكثر من ثلاثة ملايينَ ومئة ألف (3,100,000) هكتارٍ (واحد وثلاثون ألف (31,000) كم2 أو 11,969 ميل2) من الغابات عُرّيت من الأوراق. كما سبّبتِ المواد المتساقطة تآكل الغطاء الشجري وشتلات الغابات، مما جعل إعادة التحريج عسيرةً في العديد من المناطق. انخفض كذلك تنوع الأنواع الحيوانية بشكلٍ حادٍّ على عكس المناطق غير المرشوشة.
أفضى استخدام العامل البرتقالي في فييتنام إلى العديد من الإجراءات القانونية. صادقتِ الأمم المتحدة على قرار الجمعية العامة للأمم المتحدة رقم «31/ 72»، واتفاقية حظر تعديل البيئة. وثمة دعاوىً قضائيةٌ مرفوعةٌ نيابةً عن كلٍّ من قدامى المحاربين الأمريكيين والفييتناميين بغية الحصول على تعويض عن الأضرار.
استخدمتِ القوات المسلحة البريطانية العامل البرتقالي لأول مرةٍ في الملايو أثناء الطوارئ المالاوية، كما استُخدم من قبل الجيش الأمريكي أيضاً في لاوس وكمبوديا خلال حرب فييتنام، لأن الفييتكونغ كانوا يستخدمون الغاباتِ بالقرب من الحدود مع فييتنام. جرى استخدام مبيدات الأعشاب مؤخراً في البرازيل لإزالة أجزاءٍ من غابات الأمازون المطيرة بهدف تأهيلها للزراعة.

## التركيب الكيميائي

جزيء 2,3,7,8-tetrachlorodibenzo-p-dioxin أو اختصاراً (TCDD).

جزيء 2,4-dichlorophenoxyacetic acid أو اختصاراً (2,4-D).

جزيء 2,4,5-trichlorophenoxyacetic acid أو اختصاراً (2,4,5-T).

كان المكون النشط للعامل البرتقالي مزيجاً متساوياً من مبيدين اثنين من مبيدات الأعشاب الفينوكسية؛ وهما حمض ثنائي كلورو فينوكسي الأسيتيك (2,4-D)، وحمض ثلاثي كلورو فينوكسي الأسيتيك (2,4,5-T) على شكل إيزو-أوكتيل إستر، والذي كان يحتوي على آثارٍ من الديوكسين 8،7،3،2-رباعي كلورو ثنائي بنزو الديوكسين (TCDD). وكانت الكميات الموجودة من TCDD مجرد آثارٍ نزرةٍ (بشكلٍ نموذجيٍّ اثنين إلى ثلاثة أجزاءٍ في المليون، وذلك في مجال يتراوح من 50 جزءٍ في المليار إلى 50 جزءٍ في المليون) بالرغم من انخفاض التراكيز، إلا أن TCDD كان ملوِثاً هامّاً للعامل البرتقالي.

### علم السموم
يعد "TCDD" أكثر الديوكسينات سُميةً ويُصنف على أنه مادة مسرطنة بشرية من قبل وكالة حماية البيئة الأمريكية (EPA). إن طبيعة ذوبانه في الدهون تجعله يدخل الجسم بسهولةٍ من خلال التماس الجسدي أوِ الابتلاع. يتراكم الديوكسين بسهولةٍ في السلسلة الغذائية، إنه يدخل الجسم عن طريق الارتباط ببروتينٍ يسمى «مستقبل أريل الهيدروكربون» (AhR)، وهو عامل نسخ وراثي في الجسم. عندما يرتبط TCDD بـ AhR ينتقل البروتين إلى نواة الخلية، حيث يؤثر على التعبير الوراثي (الجيني).

طبقاً لتقارير الحكومة الأمريكية إذا لم يجرِ ربطه كيميائياً بسطحٍ بيولوجيٍّ مثل التربة أو الأوراق أو العشب، فإن العامل البرتقالي يجف بسرعةٍ بعد الرش ويتحلل في غضون ساعاتٍ إلى أيام عند تعرضه لأشعة الشمس ولا يعود ضاراً.

## التطوير
جرى تطوير العديد من مبيدات الأعشاب كجزءٍ من جهود الولايات المتحدة والمملكة المتحدة لإنتاج أسلحة مبيدات الأعشاب لاستخدامها خلال الحرب العالمية الثانية. وشملت هذه المبيدات بالإضافة إلى (2,4-D)، و (2,4,5-T) كلاً من 2-ميثيل-4-كلوروفينوكسي حمض الأسيتيك (اختصاراً MCPA)، و (1414B) و (1414A)، والمعاد ترميزهما (LN-8)، و (LN-32))، وكذلك إيزوبروبيل فينيل كاربامات (1313، المعاد ترميزه LN-33).
في العام 1943 تعاقدت وزارة الدفاع في الولايات المتحدة مع عالم النبات وعالم الأخلاقيات الحيوية «آرثر جالستون» -الذي اكتشف المواد المُعرّية لورق الشجر والتي استخدمت فيما بعد في العامل البرتقالي- وكذلك مع الهيئة الموظفة له وهي جامعة إلينوي في «أوربانا شامبين» لدراسة تأثيرات (2,4-D)، و(2,4,5-T) على الحبوب بما فيها الأرز، والمحاصيل عريضة الأوراق. أثناء تخرجه وكطالب دراساتٍ عليا في جامعة إلينوي تركز بحث جالستون وأطروحته على إيجاد وسيلةٍ كيميائيةٍ لإنتاج زهور فول الصويا وفاكهةٍ في وقتٍ مبكرٍ. وقد اكتشف أن حمض 5,3,2-ثلاثي يودو البنزويك (TIBA) من شأنه أن يسرع من إزهار فول الصويا، وأنه في التركيزات الأعلى سوف يزيل أوراق هذا النبات. نشأ من هذه الدراسات مفهوم استخدام التطبيقات الجوية لمبيدات الأعشاب لتدمير المحاصيل المعادية وتعطيل الإمدادات الغذائية. في أوائل العام 1945 أجرى الجيش الأمريكي اختباراتٍ لخلائطَ مختلفةٍ (2,4-D)، و(2,4,5-T) في مطار بوشنيل للجيش في فلوريدا. ونتيجةً لذلك بدأت الولايات المتحدة إنتاجاً واسع النطاق من (2,4-D)، و(2,4,5-T)، وكانت ستستخدمه ضد اليابان في العام 1946 أثناء عملية السقوط إذا ما استمرت الحرب.
في السنوات التي أعقبتِ الحرب اختبرت الولايات المتحدة ألفاً ومئة مركّبٍ، وأُجريت تجارب ميدانية للمركبات الواعدة في المحطات البريطانية في الهند وأستراليا من أجل إثبات تأثيرها في الظروف الاستوائية، وكذلك في ميدان الاختبارات الأمريكية في فلوريدا. في عامي 1950 و1952 أجريت تجارب في تنجانيقا في كيكور وستونيانسا لاختبار مبيدات الشجر ومزيلات الأوراق في الظروف الاستوائية. كانتِ المواد الكيميائية المعنية 2,4-D و2,4,5-T وكذلك مركب «إندوثال» (6،3-إندوكسو سداسي هيدرو حمض الفثاليك). أثناء الفترة (52-1953) أشرفتِ الوحدة على الرش الجوي لمادة 2,4,5-T في كينيا لتقدير فعالية المواد المُسقَطة في القضاء على ذبابة تسي تسي.

## الاستخدام المبكر
قامت الوحدة المحلية التابعة لشركة «الصناعات الكيميائية الملكية» (الإنجليزية: Imperial Chemical Industries) في مالايا بالبحث عن المواد التي تُسقط الأوراق كمبيداتٍ للأعشاب الضارة لمزارع المطاط. كانت الكمائن التي ينصبها جيش التحرير الوطني المالايوي على جوانب الطرق تشكل خطراً على الجيش البريطاني أثناء حالة الطوارئ المالاوية في الفترة (48-1960)، لذلك أجريت تجارب إسقاط أوراقٍ (تعرية الأشجار) على النباتات التي قد تخفي مواقع الكمائن، ولكن وُجد أن الإزالة اليدوية أرخص. دُوّنَ تقرير مفصل حول الاختبارات البريطانية عن المبيدات المرشوشة من قبل عالمين هما إ. ك. وودفورد من «وحدة الهندسة الزراعية التجريبية» في «مجلس البحث الزراعي» وهـ. غ. هـ. كيرنز من جامعة بريستول.
بعد انتهاء حالة الطوارئ المالاوية في العام 1960 اعتبرتِ الولايات المتحدة السابقةَ البريطانية -في قرار استخدام مواد إزالة الأوراق- بأنه كان تكتيكاً قانونياً للحرب. نصح وزير الخارجية دين راسك الرئيس جون ف. كينيدي (60-1963) بأن البريطانيين -مع مبيدات الأعشاب في الملايو- قد أرسَوا سابقةً في الحرب.

## الاستخدام في حرب فييتنام
طلب نغو دينه ديم رئيس فييتنام الجنوبية في منتصف العام 1961 من الولايات المتحدة إجراء رش مبيدات الأعشاب في بلاده. وفي أغسطس/آب من ذاك العام نفذتِ القوات الجوية لجمهورية فييتنام الجنوبية عمليات [رش] مبيدات الأعشاب بمساعدةٍ أمريكيةٍ. أطلق طلب ديم مناقشةً سياسيةً في البيت الأبيض ووزارتي الخارجية والدفاع. دعم العديد من المسؤولين الأمريكيين عمليات مبيدات الأعشاب مشيرين إلى أن البريطانيين قد استخدموا بالفعل مبيدات الأعشاب ومزيلات الأوراق في الملايو خلال الخمسينات من القرن الماضي، وفي نوفمبر/تشرين الثاني من العام 1961 أذن الرئيس كينيدي ببدء عملية «رانش هاند» "Ranch Hand"؛ الاسم الرمزي لبرنامج مبيدات الأعشاب التابع لسلاح الجو الأمريكي في فييتنام. رسمياً كانت عمليات مبيدات الأعشاب مُوجّهةً من قبل حكومة جنوب فييتنام.

أثناء حرب فييتنام فيما بين العامين 1962 و1971 رش الجيش الأمريكي ما يقرب من عشرين مليون جالونٍ أمريكيٍّ (ما يعادل سبعين ألفاً وستة آلاف م3) من موادَ كيميائيةٍ مختلفةٍ من «مبيدات أعشاب قوس قزح»، ومزيلات الأوراق في فييتنام، وشرقي لاوس، وأجزاءٍ من كمبوديا كجزءٍ من عملية «رانش هاند» "Ranch Hand"، ووصلت إلى ذروتها ما بين العام 1967 والعام 1969. ولأغراض المقارنة يحتوي حوض السباحة الأولمبي على ما يقرب من ستمئةٍ وستين ألف (660,000) جالون أمريكي (خمسمئةٍ وألفا (2,500) م3). وكما فعل البريطانيون في الملايو كان هدف الولايات المتحدة هو نزع أوراق الأراضي الريفية/الحرجية، وحرمان المقاتلين من الطعام والتخفي، وتطهير المناطق الحساسة مثل محيط القواعد ومواقع الكمائن المحتملة على طول الطرق والقنوات. جادل صمويل بي هنتنغتون بأن البرنامج كان أيضاً جزءاً من سياسة التمدين القسري، التي تهدف إلى تدمير قدرة الفلاحين على إعالة أنفسهم في الريف، وإجبارهم على الفرار إلى المدن التي تسيطر عليها الولايات المتحدة مما يحرم المقاتلين من قاعدة دعمهم [بيئتهم الحاضنة] في المناطق الريفية.
كان رش العامل البرتقالي يجري عادةً من الطائرات المروحية أو من طائرات «سي - 123 بروفايدر» منخفضة التحليق، والمزودة بمرشاتٍ وأنظمة مضخات "MC-1 Hourglass" وألف جالونٍ أمريكيٍّ (3,800 لتر) في خزاناتٍ كيميائيةٍ. جرت عمليات الرش أيضاً بواسطة الشاحنات والقوارب وأجهزة الرش المحمولة على الظهر. وبالإجمال استخدم أكثر من ثمانين مليون لترٍ من العامل البرتقالي.
جرى تفريغ الدفعة الأولى من مبيدات الأعشاب في قاعدة «تان سون نهوت» الجوية [بالقرب من سايغون] في جنوب فييتنام في 9 يناير/كانون الثاني 1962، وتظهر سجلات القوات الجوية الأمريكية ما لا يقل عن 6,542 مهمة رشٍّ على مدار عملية «رانش هاند». وبحلول العام 1971 جرى رش اثني عشرَ في المئة من المساحة الإجمالية لفييتنام الجنوبية بموادَّ كيميائيةٍ تقشر الأوراق بمتوسط تركيزٍ يبلغ ثلاثة عشرَ ضعفَ معدلِ تطبيق «وزارة الزراعة الأمريكية» الموصى به للاستخدام المحلي. في جنوب فييتنام وحدها جرى تدمير ما يُقدر بنحو 39,000 ميل2 (ما يعادل عشرة ملايين هكتار، [أو مئة ألف كم2]) من الأراضي الزراعية في نهاية المطاف، وفي بعض المناطق كانت تركيزات TCDD في التربة والمياه أعلى بمئات المرات من السويات التي اعتبرتها «وكالة حماية البيئة» آمنةً.
دمرتِ الحملة عشرين ألف كم2 (5 × 106 فدان) من غابات المرتفعات والمانغروف وآلافِ الكيلومترات المربعة من المحاصيل. وبشكلٍ عامٍّ جرى رش أكثر من عشرين بالمئة من غابات جنوب فييتنام مرةً واحدةً على الأقل خلال فترة السنوات التسع. وقد رُش 3.2 ٪ من الأراضي المزروعة في جنوب فييتنام لمرةٍ واحدةٍ على الأقل بين العامين 1965 و1971، وكان تسعون بالمئة من استخدام مبيدات الأعشاب موجهاً نحو تساقط الأوراق [تعرية الأشجار].

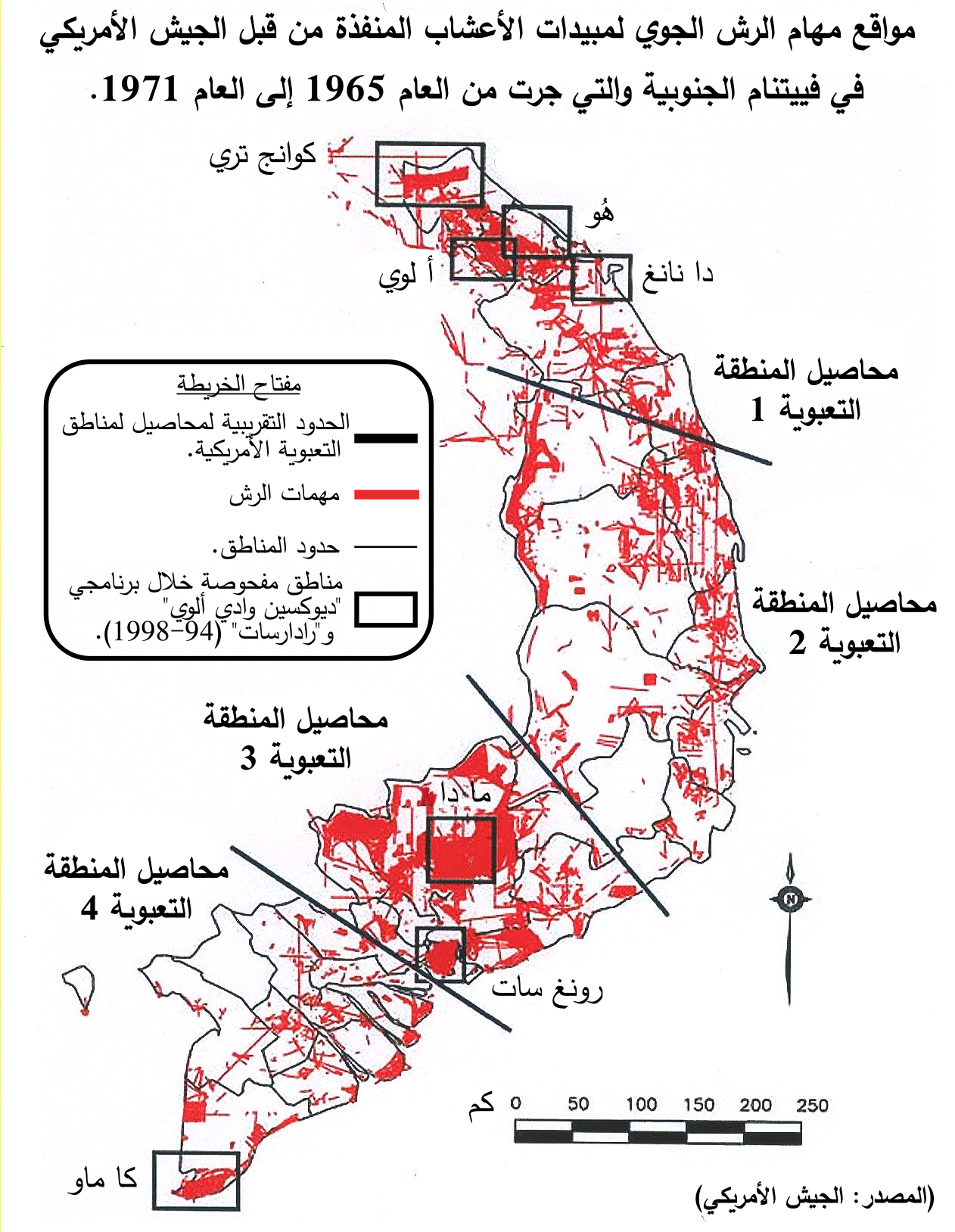
خريطة توضح مواقع مهام الرش الجوي لمبيدات الأعشاب المنفذة من قبل الجيش الأمريكي للفترة (1965-1971).
في حرب فييتنام رُشَّ 57.5 ٪ من مجمل مساحة فييتنام الجنوبية بمبيدات قوس قزح.

بدأ الجيش الأمريكي في استهداف المحاصيل الغذائية في أكتوبر/تشرين الأول من العام 1962 باستخدام «العامل الأزرق» بشكلٍ أساسيٍّ. لم يكنِ الجمهور الأمريكي على علمٍ ببرامج تدمير المحاصيل حتى العام 1965 (وكان يعتقد بعد ذلك أن رش المحاصيل قد بدأ في ذلك الربيع). في العام 1965 جرى تخصيص 42 ٪ من عمليات رش مبيدات الأعشاب للمحاصيل الغذائية. في العام نفسه أُخبر أعضاء الكونجرس الأمريكي بما يلي: «من المفهوم أن تدمير المحاصيل هو الهدف الأكثر أهمية... ولكن يجري التركيز عادةً على تساقط أوراق الغابة في الإشارة العامة إلى البرنامج». وجاء أول اعترافٍ رسميٍّ بالبرنامج من وزارة الخارجية في مارس/آذار من العام 1966.
عندما جرى تدمير المحاصيل كان الفييتكونغ يعوض فقدان الغذاء من خلال مصادرة المزيد من الطعام من القرى المحلية. أفاد بعض الأفراد العسكريين أنهم أُخبروا بأنهم كانوا يدمرون المحاصيل المستخدمة لإطعام المقاتلين، إنما ليكتشفوا لاحقاً أن إنتاج معظم الطعام المدمر كان -في الواقع- لدعم السكان المدنيين المحليين. على سبيل المثال -طبقاً لـ«ويل فيروي»- كان من المقرر تدمير 85 ٪ من أراضي المحاصيل في مقاطعة «كوانج نجاي» في العام 1970 وحده، وقُدر أن من شأن هذا أن يؤديَ إلى مجاعةٍ، وترك مئات الآلاف من الناس دونما طعامٍ، أو يعانون من سوء التغذية في المقاطعة. طبقاً لتقريرٍ صادرٍ عن «الجمعية الأمريكية لتقدم العلوم» أفضت حملة مبيدات الأعشاب إلى تعطيل الإمداد الغذائي لأكثرَ من ستمئة ألف امرئٍ بحلول العام 1970.
عارض العديد من الخبراء في ذلك الوقت -بما في ذلك آرثر جالستون- حرب مبيدات الأعشاب بسبب مخاوفَ بشأن الآثار الجانبية على البشر والبيئة من خلال الرش العشوائي للمادة الكيميائية على مساحةٍ واسعةٍ، وفي وقتٍ مبكرٍ من العام 1966 قُدمت مشاريع قراراتٍ إلى الأمم المتحدة تتهم الولايات المتحدة بانتهاك بروتوكول جنيف للعام 1925 الذي ينظم استخدام الأسلحة الكيميائية والبيولوجية. أجهضتِ الولايات المتحدة معظم القرارات بدعوى أن العامل البرتقالي لم يك سلاحاً كيميائياً أو بيولوجياً لأنه كان يعتبر مبيداً للأعشاب ومزيلاً للأوراق، وجرى استخدامه في محاولةٍ لتدمير المحاصيل النباتية، وحرمان العدو من التستر، وليس المقصود منه استهداف البشر. جادل وفد الولايات المتحدة بأن السلاح -بحكم تعريفه- هو أي جهازٍ يستخدم لإصابة أو هزيمة أو تدمير الكائنات الحية أو الهياكل أو الأنظمة، والعامل البرتقالي غير مؤهلٍ بموجب هذا التعريف، كما جادل بأنه إذا ما فُرضت غرامات على الولايات المتحدة لاستخدامها العامل البرتقالي، فيتوجب عندئذٍ تحميل المملكة المتحدة ودولِ الكومنولث التابعة لها غراماتٍ بالمثل، لأنها استخدمتها أيضاً على نطاقٍ واسعٍ خلال حالة الطوارئ المالاوية في الخمسينات. علقتِ المملكة المتحدة في العام 1969 على مشروع القرار 2603 (XXIV):«يبدو أن الدليل غير كافٍ لتأكيد أن استخدامَ موادَّ كيميائيةٍ سامةٍ للنباتات على وجه التحديد محظور بموجب القانون الدولي».
وجدت دراسة أجرتها مختبرات الأبحاث الحيوية بين العامين 1965 و1968 تشوهاتٍ في حيوانات الاختبار ناجمةٍ عن (2,4,5-T) أحدِ مكوناتِ العامل البرتقالي. عُرضتِ الدراسة لاحقاً على البيت الأبيض في أكتوبر/تشرين الأول العامَ 1969. أفادت دراسات أخر بنتائجَ مماثلةٍ وبدأت وزارة الدفاع في الحد من عملية مبيدات الأعشاب، وفي 15 أبريل/نيسان من العام 1970 أُعلن عن تعليق استخدام العامل البرتقالي. واصل لواءان من «فرقة المشاة 23» Americal Division صيفَ العام 1970 استخدامه بهدف تدمير المحاصيل في انتهاكٍ للتعليق، وأدى تحقيقٌ إلى اتخاذ إجراءاتٍ تأديبيةٍ بحق قادة الألوية والفرقة لأنهم زوروا تقاريرَ لإخفاء استخدامها. أوقف تساقط الأوراق وتدمير المحاصيل تماماً بحلول الثلاثين من يونيو/حزيران من العام 1971.

## الآثار الصحية
ثمة أنواع مختلفة من السرطانات المرتبطة بالعامل البرتقالي بما في ذلك ابيضاض الدم الليمفاوي المزمن في الخلايا البائية (خلايا B)، وسرطان الغدد الليمفاوية «هودجكين»، والورم النخاعي المتعدد، وسرطان الغدد الليمفاوية اللاهودجكينية، وسرطان البروستاتا، وسرطان الجهاز التنفسي، وسرطان الرئة، وساركوما الأنسجة الرخوة.

### الشعب الفييتنامي

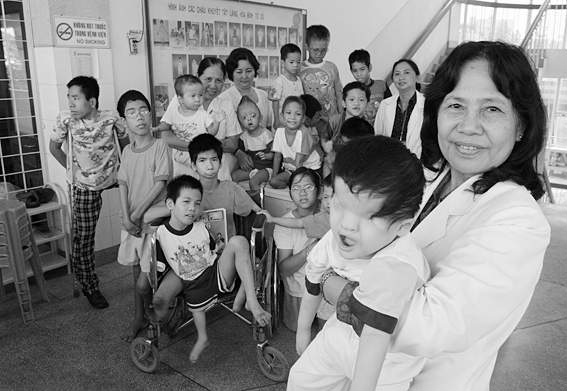
مجموعة من الأطفال في هو تشي منه ممن تأثروا بالعامل البرتقالي.

تقول حكومة فييتنام إن أربعة ملايينٍ من مواطنيها تعرضوا للعامل البرتقالي، وعانى ما يصل إلى ثلاثة ملايينٍ من الأمراض بسببه، وتشمل هذه الأعداد أطفالهم الذين تعرضوا له. يُقدر الصليب الأحمر الفيتنامي أن ثمة ما يصل إلى مليون شخصٍ معوقٍ، أو يعاني من مشاكلَ صحيةٍ بسبب العامل البرتقالي الملوِث. وقد تحدت حكومة الولايات المتحدة هذه الأرقام باعتبارها غير موثوقةٍ.
ووفقاً لدراسةٍ أجراها الدكتور «نجوين فيت نهان» فقد تأثر الأطفال في المناطق التي جرى فيها استخدام العامل البرتقالي، وهم ذوو مشاكلَ صحيةٍ متعددةٍ بما في ذلك الحنك المشقوق، والإعاقات العقلية، والفتق، وزيادة أصابع اليدين والقدمين. في سبعينات القرن الماضي عثر على سوّياتٍ عاليةٍ من «الديوكسين» في حليب الثدي للنساء الفييتناميات الجنوبيات، وفي دماء أفراد الجيش الأمريكي ممن خدموا في فييتنام. والمناطق الأكثر تضرراً هي المنطقة الجبلية على طول «ترونغ سون» Truong Son (جبال «لونغ») والحدود بين فييتنام وكمبوديا. يعيش السكان المصابون في ظروفٍ دون المستوى مع العديد من الأمراض الوراثية.
نشر «آنه دوك نجو» وزملاؤه من «مركز العلوم الصحية» بجامعة تكساس في العام 2006 تحليلاً عُلْوياً كشف عن قدرٍ كبيرٍ من عدم التجانس (نتائج متباينة) بين الدراسات، وهي نتيجة تتسق مع عدم وجود توافقٍ في الآراء بشأن هذه المسألة. ومع ذلك أدى التحليل الإحصائي للدراسات التي قاموا بفحصها إلى بياناتٍ تفيد بأن الزيادة في العيوب الخَلقية / الخطر النسبي "relative risk" أو (RR) من التعرض للعامل البرتقالي / الديوكسين «يظهر» في مرتبة 3 في الدراسات المُموّلة فييتنامياً، ولكن 1.29 في بقية العالم. هناك بيانات بالقرب من عتبة الأهمية الإحصائية "threshold of statistical significance" تشير إلى أن العامل البرتقالي يساهم في الولادات الميتة، والحنك المشقوق، وعيوب الأنبوب العصبي، مع كون السنسنة المشقوقة هي العيب الأكثر دلالةً إحصائياً. إن التباين الكبير في الخطر النسبي (RR) بين الدراسات الفييتنامية وتلك الموجودة في بقية العالم يرجع إلى التحيز في الدراسات الفييتنامية.
لربما لا تزال ثمانية وعشرون من القواعد العسكرية الأمريكية السابقة في فييتنام -حيث جرى تخزين مبيدات الأعشاب وتحميلها على الطائرات- تحتوي على سوّياتٍ عاليةٍ من الديوكسينات في التربة مما يشكل تهديداً صحياً للمجتمعات المحيطة. أجريت اختبارات مكثفة للتلوث بالديوكسين في القواعد الجوية الأمريكية السابقة في مناطق «دا نانغ»، و«فو كات»، و«بيين هوا». تحتوي بعض التربة والرواسب الموجودة في القواعد على سوّياتٍ عاليةٍ جداً من الديوكسين والتي تتطلب المعالجة. إن تلوث قاعدة «دا نانغ» الجوية بالديوكسين يصل إلى ثلاثمئةٍ وخمسين (350) ضعفاً أعلى من التوصيات الدولية للعمل. تستمر التربة والرواسب الملوثة في التأثير على مواطني فييتنام مما يؤدي إلى تسمم السلسلة الغذائية لديهم، والتسبب في عللٍ وأمراضٍ جلديةٍ خطيرةٍ، ومجموعةٍ متنوعةٍ من السرطانات في الرئتين والحنجرة والبروستاتا.

### قدامى المحاربين الأمريكيين
طُلب من المحاربين أثناء وجودهم في فييتنام ألا يقلقوا وأُقنعوا بأن المادة الكيميائية غير ضارةٍ. وبعد العودة إلى الوطن بدأ قدامى المحاربين في فييتنام يشكون من اعتلال صحتهم، أو حالات إجهاض زوجاتهم، أو أطفالٍ وُلدوا بعيوبٍ خَلقيةٍ قد تكون مرتبطةً بالعامل البرتقالي ومبيدات الأعشاب السامة الأخرى التي تعرضوا لها في فييتنام. بدأ قدامى المحاربين في تقديم مطالباتٍ في العام 1977 إلى وزارة شؤون المحاربين القدامى للحصول على مدفوعات الإعاقة للرعاية الصحية للظروف التي اعتقدوا أنها مرتبطةٌ بالتعرض للعامل البرتقالي، أو بشكلٍ أكثر تحديداً «الديوكسين»، ولكن رُفضت مطالباتهم ما لم يتمكنوا من إثبات أن الحالة بدأت عندما كانوا في الخدمة أو في غضون عامٍ واحدٍ من تسريحهم. يجب على المحاربين القدماء -من أجل التأهل للحصول على تعويضٍ- أن يكونوا قد خدموا في محيط القواعد العسكرية في تايلاند، أو بالقرب منها خلال حقبة فييتنام حيث جرى اختبار مبيدات الأعشاب وتخزينها خارج فييتنام، أو كان قدامى المحاربين أعضاءً في أطقم طائرات «سي - 123 بروفايدر» بعد حرب فييتنام، أو كانوا مرتبطين بمشروعات وزارة الدفاع (DoD) لاختبار مبيدات الأعشاب أو التخلص منها أو تخزينها في الولايات المتحدة.

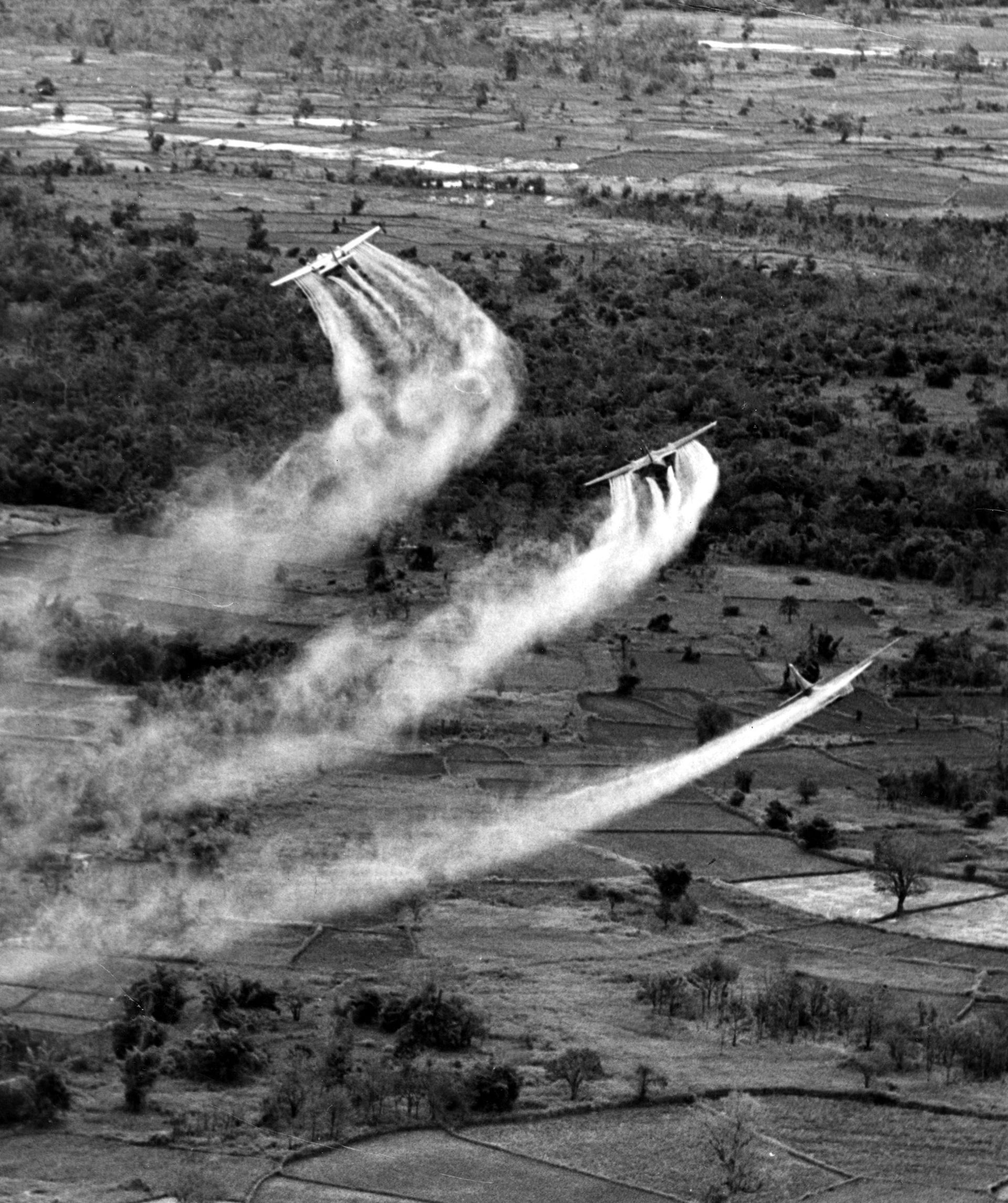
سرب من طائرات سلاح الجو الأمريكي «سي - 123 بروفايدر» تزيل الغبار عن المحاصيل في فييتنام فيما دعي بعملية «رانش هاند».

وبحلول أبريل/نيسان من العام 1993 كانت «وزارة شؤون المحاربين القدامى» قد عوّضت 486 ضحيةً وحسب، على الرغم من أنها تلقت مطالبات إعاقةٍ من 39,419 جندياً تعرضوا للعامل البرتقالي أثناء خدمتهم في فييتنام.
وفي استطلاعٍ أجرته شركة «زغبي إنترناشونال» (الإنجليزية: Zogby International) في نوفمبر/تشرين الثاني من العام 2004 على 987 شخصاً أعرب تسعة وسبعون بالمئة من المستطلَعين عن اعتقادهم بأنه يتوجب على الشركات الكيمياوية الأمريكية التي أنتجتِ العامل البرتقالي المُسقَطَ أن تعوض الجنود الأمريكيين الذين تأثروا بالكيمياويات السامة المستخدمة أثناء الحرب في فييتنام. وقال واحد وخمسون بالمئة -أيضاً- إنهم يؤيدون تعويض ضحايا العامل البرتقالي الفييتناميين.

### الأكاديمية الوطنية للطب
وجهت الحكومة الاتحادية [الأميركية] «معهد الطب» (IOM) المعروف الآن باسم «الأكاديمية الوطنية للطب» ابتداءً من أوائل التسعينات لإصدار تقاريرَ كل عامين عن الآثار الصحية للعامل البرتقالي، ومبيدات الأعشاب المماثلة. نشر المعهد تقريراً لأول مرةٍ في العام 1994 بعنوان «قدامى المحاربين والعامل البرتقالي»، وتقيّم تقاريره مخاطرَ كلٍّ من الآثار الصحية السرطانية، وغير السرطانية. يُصنَّف كل تأثيرٍ صحيٍّ من خلال دليلٍ على الارتباط مستندٍ إلى البيانات البحثية المتاحة. نُشر التحديث الأخير في العام 2016 بعنوان «قدامى المحاربين والعامل البرتقالي: تحديث 2014».
يُظهر التقرير دليلاً كافياً على وجود ارتباطٍ مع ساركوما الأنسجة الرخوة، وليمفوما اللاهودجكين (NHL)، و"مرض هودجكين"؛ ابيضاض الدم الليمفاوي المزمن (CLL) بما في ذلك ابيضاض الدم مشعر الخلايا، وسرطان الدم المزمن الآخر للخلايا البائية. ودليلاً محدوداً أو مقترحاً على وجود ارتباطٍ متعلقٍ بسرطانات الجهاز التنفسي (الرئة، والقصبات، والرغامى، والحنجرة)، وسرطان البروستاتا، والمايلوما المتعددة؛ وسرطان المثانة. جرى تقرير العديد من السرطانات الأخرى على أنها تملك دليلاً غير كافٍ أو غير ملائمٍ على وجود روابطَ مع العامل البرتقالي.
خلصتِ «الأكاديمية الوطنية للطب» مراراً وتكراراً إلى أن أي دليلٍ يشير إلى وجود ارتباطٍ بين العامل البرتقالي وسرطان البروستاتا «محدودٌ، لأن العشوائية والتحيز والارتباك لا يمكن استبعادها بثقةٍ».
لكن -ومع ذلك- أثبتتِ البحوث التي نُشرت في مايو/أيار من العام 2007 أن المحاربين الأمريكيين القدامى -الذين تعرضوا لمادة العامل البرتقالي في حرب فييتنام- قد زادت نسبة الخطورة في إصابتهم بمرض سرطان البروستاتا مرةً أخرى من بعد العملية الجراحية بما يعادل 48 ٪.

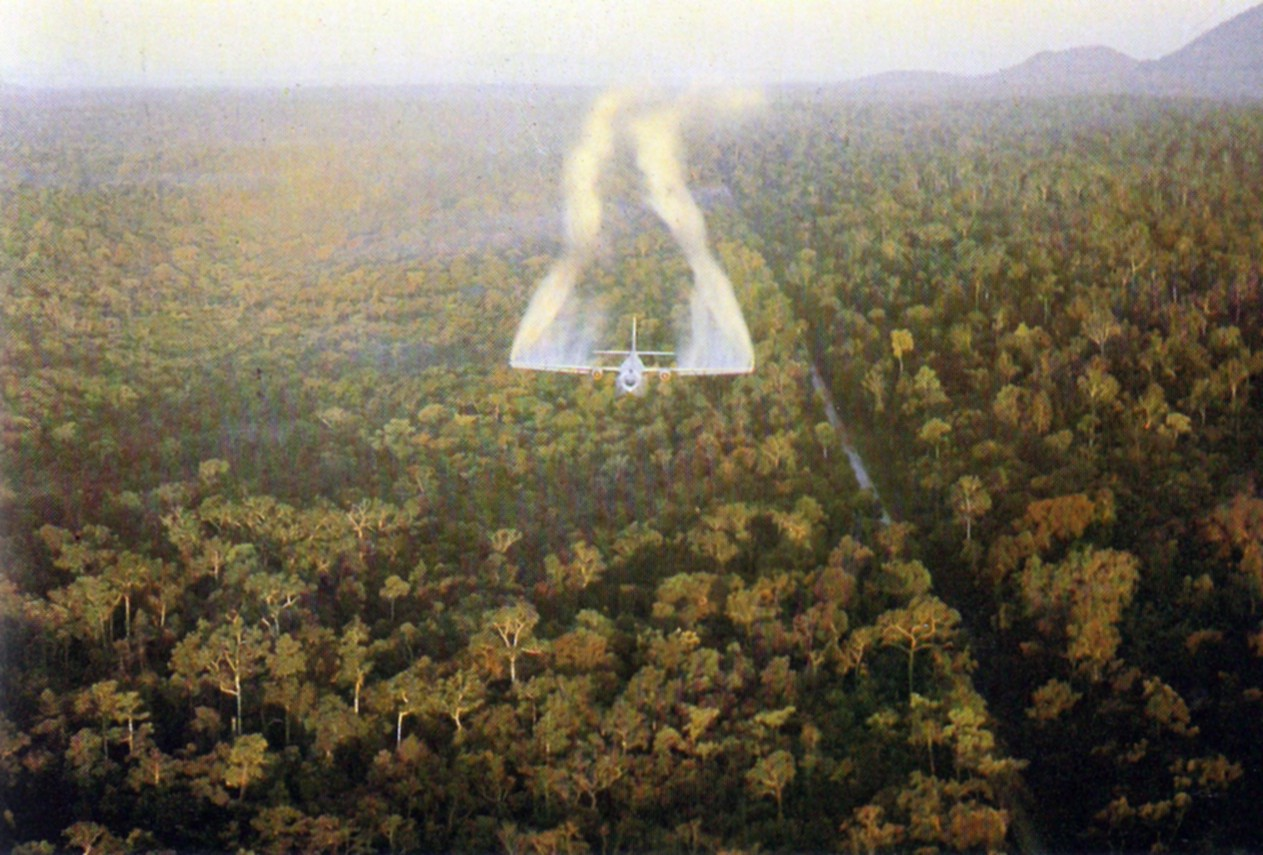
طائرة أمريكية من طراز يو سي 123 بي بروفايدر ترش مادة تقشير الأوراق بجوار طريقٍ في جنوب فييتنام (1962). كانت «عملية رانش هاند» (62-1971) عمليةً عسكريةً أمريكيةً خلال حرب فييتنام شملت رش ما يُقدر بـ72 مليون ل (19 مليون غالون أمريكي) من المسطرات (السامة) فوق أراضي جنوب فييتنام في محاولةٍ لحرمان الفييتكونغ من الغطاء النباتي والطعام. جرى تمييز طائرات القوات الجوية الأمريكية بشعار طائرات سلاح الجو الفييتنامي الجنوبي.

وبناءً على طلبٍ من «إدارة المحاربين القدامى» قام معهد الطب بتقييم ما إذا كانت الخدمة في هذه الطائرات من طراز «سي - 123 بروفايدر» قد تُعرض الجنود بشكلٍ معقولٍ وتضر بصحتهم، وأكد تقريرهم أن «التعرضَ للديوكسين -فيما بعد فييتنام- في طائرات "سي - 123" الملوَثة بالعامل البرتقالي» مؤكَد.

### خدمة الصحة العامة الأمريكية
أظهرتِ المنشورات الصادرة عن «دائرة الصحة العامة» في الولايات المتحدة أن قدامى المحاربين في فييتنام -بشكلٍ عامٍّ- قد زادت لديهم معدلات الإصابة بالسرطان، واضطرابات الأعصاب، والجهاز الهضمي، والجلد، والجهاز التنفسي. تلاحظ مراكز السيطرة على الأمراض والوقاية منها أن هناك -على وجه الخصوص- معدلاتٍ أعلى من سرطان الدم الحاد / المزمن، وسرطان هودجكين للغدد الليمفاوية، وسرطان لا هودجكين للغدد الليمفاوية، وسرطان الحلق، وسرطان البروستاتا، وسرطان الرئة، وسرطان القولون، وأمراض القلب الدماغية، وساركوما الأنسجة الرخوة، وسرطان الكبد. وفيما عدا سرطان الكبد فهذه هي الشروط نفسها التي حددتها «إدارة المحاربين القدامى» في الولايات المتحدة المرتبطة بالتعرض للعامل البرتقالي / الديوكسين وهي مدرجةٌ في قائمة الشروط المؤهّلة للحصول على التعويض والعلاج.
كان الأفراد العسكريون الذين شاركوا في التخزين والخلط والنقل (بما في ذلك عمال ميكانيك الطائرات) والاستخدام الفعلي للمواد الكيميائية من بين أولئك الذين تلقوا أشد حالات التعرض. كما ادعى الأعضاء العسكريون الذين خدموا في أوكيناوا أنهم تعرضوا للمادة الكيميائية، ولكن لا يوجد دليل يمكن التحقق منه لتأكيد هذه الادعاءات.
اقترحت بعض الدراسات أن المحاربين القدامى الذين تعرضوا للعامل البرتقالي ربما يكونون أكثر عرضةً للإصابة بسرطان البروستاتا، وربما أكثر بمرتين للإصابة بسرطان البروستاتا عالي الدرجة والأكثر فتكاً. ومع ذلك فقد وجد تحليل نقدي لهذه الدراسات وخمسٌ وثلاثون دراسةً أخرى باستمرارٍ أنه لا توجد زيادة كبيرة في معدل الإصابة بسرطان البروستاتا أو الوفيات لدى أولئك الذين تعرضوا للعامل البرتقالي، أو «2,3,7,8-رباعي كلورو ثنائي بنزو-ف-ديوكسين».

### قدامى المحاربين الأمريكيين في لاوس وكمبوديا

فييتنام (بالأبيض)، وتتاخمها من الغرب دولتان؛ لاوس (شمالاً)، وكمبوديا (جنوباً). تشير النقطة الحمراء إلى قاعدة دا نانغ الجوية موقع التخزين الرئيسي للعامل البرتقالي في فييتنام الجنوبية.

خاضتِ الولايات المتحدة حروباً سريةً في لاوس وكمبوديا، وأسقطت كمياتٍ كبيرةً من العامل البرتقالي فيهما. وطبقاً لأحد التقديرات أسقطتِ الولايات المتحدة 475,500 جالوناً من العامل البرتقالي في لاوس، و40,900 في كمبوديا. ونظراً لأن لاوس وكمبوديا كانتا على الحياد أثناء حرب فييتنام، فقد حاولت الولايات المتحدة الحفاظ على سرية حروبها -بما في ذلك حملات القصف ضد هذين البلدين- أمام السكان الأمريكيين، وتجنبت إلى حدٍّ كبيرٍ تعويض قدامى المحاربين الأمريكيين وعناصر وكالة المخابرات المركزية الأمريكية الذين كانوا متمركزين في كمبوديا ولاوس وعانوا من إصاباتٍ دائمةٍ نتيجة التعرض للعامل البرتقالي هناك.
أحد الاستثناءات الجديرة بالملاحظة -وفقاً لوزارة العمل الأمريكية- هو مطالبة رُفعت إلى «وكالة المخابرات المركزية الأمريكية» من قبل موظفٍ «مقاولٍ مؤمنٍ ذاتياً لوكالة المخابرات المركزية لم يعد في العمل». أبلغت وكالة المخابرات المركزية وزارة العمل بأنها «ليس لديها اعتراضات» على دفع المطالبة، وقبلت وزارة العمل المطالبة بالدفع:
تعرضٌ مدنيٌّ للعامل البرتقالي في فييتنام: GAO-05-371 أبريل/نيسان 2005. الشكل 3: نظرة عامة على عملية مطالبات تعويض العمال بالنسبة لموظفي العقود: «... من بين المطالبات العشرين التي قدمها موظفو العقود [لصالح حكومة الولايات المتحدة] جرى رفض تسعةٍ مبدئياً من قبل شركات التأمين، وتمت الموافقة على واحدةٍ للدفع. ... المطالبة التي وافقت عليها وزارة العمل للدفع تخص مقاولاً مؤمناً ذاتياً لوكالة المخابرات المركزية لم يعد يعمل. في غياب صاحب عملٍ أو شركة تأمينٍ، تصرفت وكالة المخابرات المركزية في دور صاحب العمل وشركة التأمين، وصرحت بأنها "ليس لديها اعتراضات" على دفع المطالبة. راجعت وزارة العمل المطالبة وقبلتها للدفع».

## التأثير البيئي

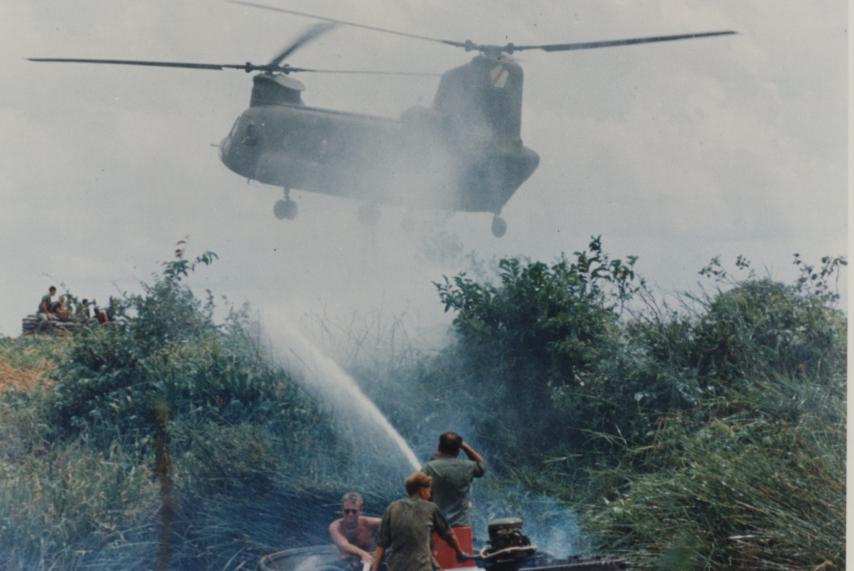
عمليات الجيش الأمريكي في فييتنام: تعرية أشجار (إسقاط أوراق) ضفة النهر.

جرى رش قرابة 17.8 ٪ -ما يعادل 3,100,000 هكتار (31,000 كم2؛ أو 12,000 ميلٍ مربعٍ)- من إجمالي مساحة الغابات في فييتنام خلال الحرب مما أدى إلى تعطيل التوازن البيئي. إن الطبيعة الثابتة للديوكسينات، والتآكل الناجم عن فقدان الغطاء الشجري، وفقدان مخزون شتلات الغابات تعني أن إعادة التحريج باتت صعبةً (أو مستحيلةً) في العديد من المناطق. والعديد من مناطق الغابات التي أزيلت أوراقها غُزيَت بسرعةٍ من قبل الأنواع الرائدة العدوانية (مثل الخيزران وعشب الكوجون) مما يجعل تجديد الغابات أمراً عسيراً وغير مرجّح، كما تأثر تنوع الأنواع الحيوانية؛ ففي إحدى الدراسات وجد عالم أحياءٍ من جامعة هارفارد أربعةً وعشرين نوعاً من الطيور وخمسة أنواعٍ من الثدييات في غابةٍ مرشوشٍ بها، بينما كان هناك على التوالي في قسمين متجاورين من الغابات غير المرشوشة مئة وخمسة وأربعون (145)، ومئة وسبعون (170) نوعاً من الطيور، وثلاثون، وخمسة وخمسون نوعاً من الثدييات.
بقيت الديوكسينات من العامل البرتقالي في البيئة الفييتنامية منذ الحرب، واستقرت في التربة والرواسب ودخلت السلسلة الغذائية من خلال الحيوانات والأسماك التي تتغذى في المناطق الملوثة. أدت حركة الديوكسينات عبر الشبكة الغذائية إلى تركيزٍ أحيائيٍّ وتضخمٍ أحيائيٍّ. أما المناطق الأكثر تلوثاً بالديوكسينات فهي القواعد الجوية الأمريكية السابقة.

## التأثير الاجتماعي السياسي
كانت السياسة الأمريكية خلال حرب فيتنام هي تدمير المحاصيل، وقبول التأثير الاجتماعي والسياسي الذي قد يحدث. تنص مذكرة مؤسسة RAND 5446-ISA / ARPA على ما يلي: «حقيقة أن الفييتكونغ (VC) يحصلون على معظم طعامهم من السكان الريفيين المحايدين تُمْلي تدمير المحاصيل المدنية ... برنامج تدمير المحاصيل، سيكون من الضروري تدمير أجزاءٍ كبيرةٍ من الاقتصاد الريفي، ربما خمسون بالمئة أو أكثر». لقد جرى رش المحاصيل عمداً بالعامل البرتقالي، وتجريف المناطق الخالية من الغطاء النباتي مما أجبر العديد من المدنيين القرويين على النزوح إلى المدن.

## الإجراءات القانونية والدبلوماسية

### دولياً
دفعت الأضرار البيئية واسعة النطاق التي نتجت عن استخدام مبيدات الأعشاب الأمم المتحدة إلى إصدار القرار 31/ 72، والتصديق على «اتفاقية التعديل البيئي». لا يعتبر العديد من الدول هذا حظراً كاملاً لاستخدام مبيدات الأعشاب ومزيلات الأوراق في الحرب، ولكنه يتطلب دراسةً لكل حالةٍ على حدة. في مؤتمر نزع السلاح احتوت المادة 2 (4) من البروتوكول الثالث لاتفاقية الأسلحة على «استثناء الغابة»، والذي يحظّر على الدول مهاجمة الغابات أو الأدغال «إلا إذا جرى استخدام هذه العناصر الطبيعية للتستر، أو الإخفاء، أو تمويه المقاتلين، أو الأهداف العسكرية، أو تكون أهدافاً عسكريةً بحد ذاتها». هذا الاستثناء يلغي أي حمايةٍ لأي فردٍ عسكريٍّ أو مدنيٍّ تعرض لهجوم النابالم، أو شيءٍ مثل العامل البرتقالي، ومن الواضح أنه جرى تصميمه لتغطية مواقفَ مثل التكتيكات الأمريكية في فييتنام.

### دعوى جماعية
منذ العام 1978 على الأقل أقيمت عدة دعاوىً قضائيةٍ ضد الشركات التي أنتجتِ العامل البرتقالي من بينها «داو كيميكال»، و«مونسانتو»، و«دايموند شامروك». كان المحامي هاي مايرسون رائداً مبكراً في دعاوى العامل البرتقالي فقد عمل مع المحامي البيئي فيكتور ياناكون في العام 1980 في أول دعوىً جماعيةٍ ضد الشركات المصنعة للعامل البرتقالي في زمن الحرب. وفي لقائه بالدكتور رونالد أ. كوداريو -أحد الأطباء المدنيين الأوائل الذين رأوا المرضى المصابين- سارع مايرسون -وكان متأثراً جداً بحقيقة أن الطبيب يبدي اهتماماً كبيراً بمحاربٍ قديمٍ في فييتنام- وفي ثاني يومٍ لأول اتصالٍ به من قبل الطبيب بإرسال أكثر من ألف صفحةٍ من المعلومات حول العامل البرتقالي، وتأثيرات الديوكسين على الحيوانات والبشر إلى مكتب كوداريو. سعتِ الشركات المدعى عليها إلى التهرب من خلال إلقاء اللوم على الحكومة الأمريكية في كل شيء.

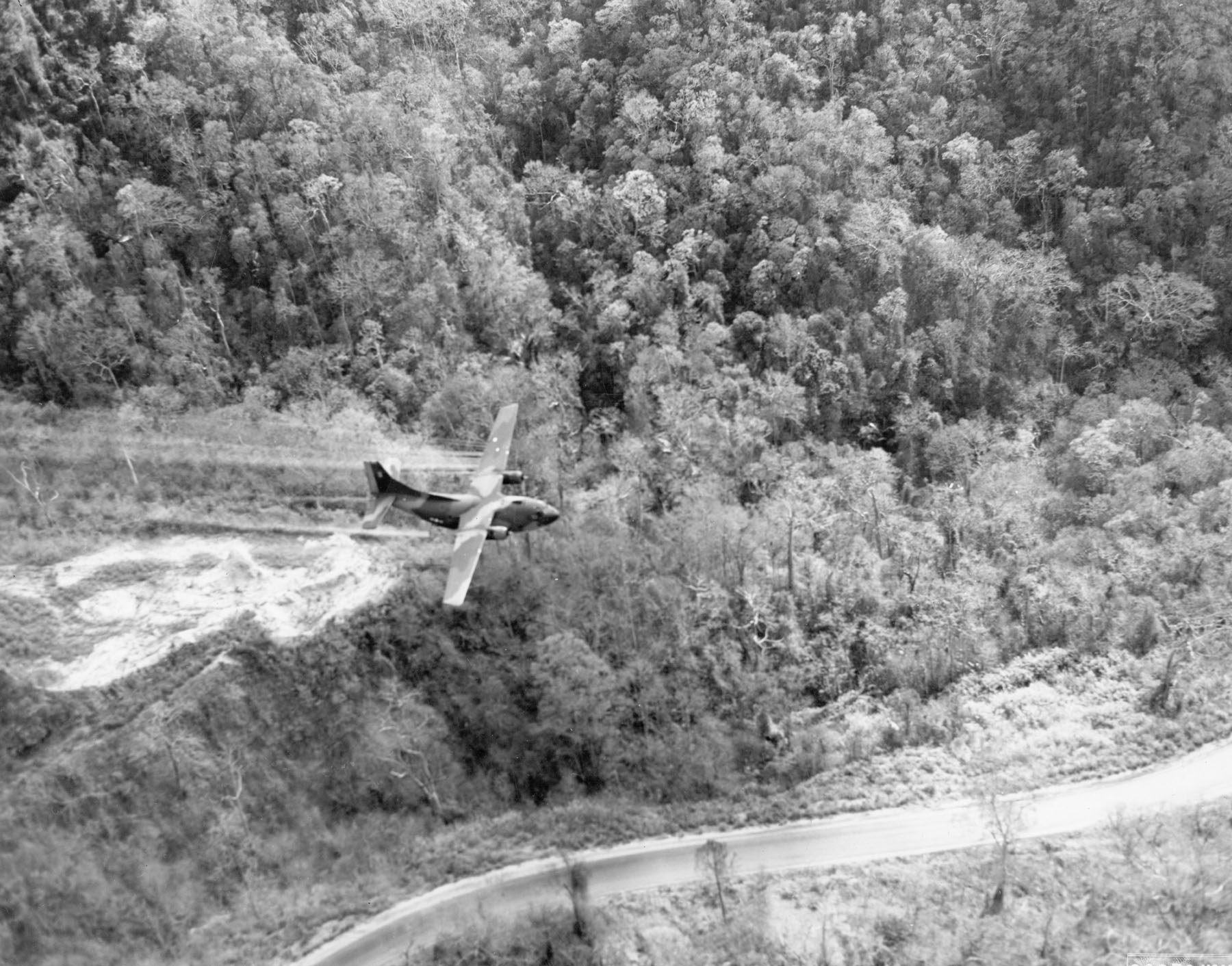
في إطار عملية "رانش هاند"؛ طائرة UC-123 تقوم بـ"تطهير" (تعرية) جانب الطريق في وسط فييتنام الجنوبية (1966).

قام مايرسون مع الرقيب «تشارلز إي هارتز» -بصفته العميل [أو المدّعي] الرئيسي- في العام 1980 برفع أول دعوىً قضائيةٍ جماعيةٍ أميركيةٍ بشأن العامل البرتقالي في ولاية بنسلفانيا بسبب إصابات الأفراد العسكريين في فيتنام من خلال التعرض للديوكسينات السامة في مادة التقشير [أي مزيلة الأوراق]. شارك المحامي مايرسون في كتابة الملخص الذي صدق على دعوى المسؤولية عن العامل البرتقالي كإجراءٍ جماعيٍّ، وهي أكبر دعوىً جرى رفعها على الإطلاق حتى تاريخ تقديمها. كانت شهادة هارتز من أولى الشهادات التي أُخذت في أمريكا، والأولى في محاكمةٍ تخص العامل البرتقالي بغية الحفاظ على الشهادة أثناء المحاكمة، فقد كان مفهوماً أن هارتز لن يعيش لرؤية [نتيجة] المحاكمة بسبب سرطانٍ في المخ بدأ بالتطور عندما كان عضواً في "Tiger Force" والقوات الخاصة وقوة LRRP في فييتنام. حددت الشركة أيضاً وقدمت بحثاً نقدياً للخبير الرئيسي للمحاربين القدامى -الدكتور كوداريو- بما في ذلك قرابة مئة مقالٍ من مجلات علم السموم والتي يعود تاريخها إلى أكثرَ من عقدٍ، بالإضافة إلى بياناتٍ حول مكان رش مبيدات الأعشاب، وما هي تأثيرات الديوكسين على الحيوانات والبشر، وكل حادثٍ في المصانع حيث تم إنتاج مبيدات الأعشاب أو كان الديوكسين فيه ملوثاً لبعض التفاعلات الكيميائية.
نفت شركات الكيمياويات المعنية وجود صلةٍ بين العامل البرتقالي والمشاكل الطبية للمحاربين القدامى. ومع ذلك ففي 7 مايو/أيار من العام 1984 قامت سبع شركاتٍ كيميائيةٍ بتسوية الدعوى الجماعية خارج المحكمة قبل سويعاتٍ فقط من بدء اختيار هيئة المحلفين. ووافقتِ الشركات على دفع ثمانين ومئة (180) مليون دولارٍ كتعويضٍ إذا ما أسقط قدامى المحاربين جميع الدعاوى المرفوعة ضد تلك الشركات. وقد أُمرت شركة «مونسانتو» وحدها بدفع ما يزيد قليلاً عن خمسةٍ وأربعين بالمئة من إجمالي المبلغ. كان العديد من المحاربين القدامى من ضحايا التعرض للعامل البرتقالي غاضبين لأن القضية سُوّيت بدلاً من الذهاب إلى المحكمة، وشعروا بأنهم تعرضوا للخيانة من قبل المحامين. وعقدت «جلسات الاستماع العادلة» في خمس مدنٍ أمريكيةٍ كبرى حيث ناقش قدامى المحاربين وأسرهم ردودَ أفعالهم على التسوية وأدانوا تصرفات المحامين والمحاكم، وطالبوا برفع القضية أمام هيئة محلفين من أقرانهم. رفض القاضي الفيدرالي جاك ب. واينشتاين الاستئناف زاعماً أن التسوية كانت «عادلةً ومقسطةً»، وبحلول العام 1989 تأكدت مخاوف قدامى المحاربين حينما تقررت كيفية دفع أموال التسوية. سيحصل المحارب القديم في فييتنام المعوق تماماً على اثني عشر ألف (12,000) دولارٍ كحدٍّ أقصى موزعةً على مدى عشر سنواتٍ. علاوةً على ذلك -وبقبولهم مدفوعات التسوية هذه- سيغدو المحاربون القدامى المعوقين غيرَ مؤهلين للحصول على العديد من مزايا الدولة التي تقدم دعماً نقدياً أكثر بكثيرٍ من التسوية مثل قسائم الطعام، والمساعدات العامة، والمعاشات الحكومية، وستحصل أرملة المحارب القديم في فييتنام الذي قضى بسبب التعرض للعامل البرتقالي على سبعمئةٍ وثلاثة (3700) آلاف دولار.
في العام 2004 صرح جيل مونتغمري المتحدث باسم شركة مونسانتو إن شركته يجب ألا تكون مسؤولةً على الإطلاق عن الإصابات أو الوفيات الناجمة عن العامل البرتقالي قائلاً: «نحن متعاطفون مع الأشخاص الذين يعتقدون أنهم أصيبوا، ونتفهم قلقهم لمعرفة السبب، ولكن دليلاً علمياً موثوقاً يشير إلى أن العامل البرتقالي ليس سبباً لتأثيراتٍ صحيةٍ خطيرةٍ طويلة المدى».

### لجنة نيو جيرسي للعامل البرتقالي
في العام 1980 أنشأت ولاية نيو جيرسي لجنة نيو جيرسي للعامل البرتقالي، وهي أول لجنةٍ حكوميةٍ جرى إنشاؤها لدراسة آثاره. أطلق على مشروع بحث اللجنة بالاشتراك مع جامعة روتجرز "مشروع "Pointman"، وقد حُلت [بعدئذٍ] من قبل الحاكم كريستين تود ويتمان في العام 1996. خلال المرحلة الأولى من المشروع ابتكر الباحثون طرقاً لتحديد سوّيات الديوكسين الصغيرة في الدم، وقد كان من غير الممكن قبلئذٍ العثور على هذه السويات إلا في الأنسجة الدهنية (الدهون). درس المشروع سويات الديوكسين (TCDD) في الدم وكذلك في الأنسجة الدهنية في مجموعةٍ صغيرةٍ من قدامى المحاربين في فييتنام ممن تعرضوا للعامل البرتقالي، وقارنوها بسويات مجموعة تحكمٍ مماثلةٍ؛ وقد عثر على سوياتٍ أعلى في المجموعة محل الاختبار مقايسةً بمجموعة المقارنة. في المرحلة الثانية من المشروع استمر فحص ومقارنة سويات الديوكسين في مجموعاتٍ مختلفةٍ من قدامى المحاربين في فييتنام بما في ذلك أفراد الجيش ومشاة البحرية وأفراد البحرية النهرية في المياه البنية.

### الكونجرس الأمريكي

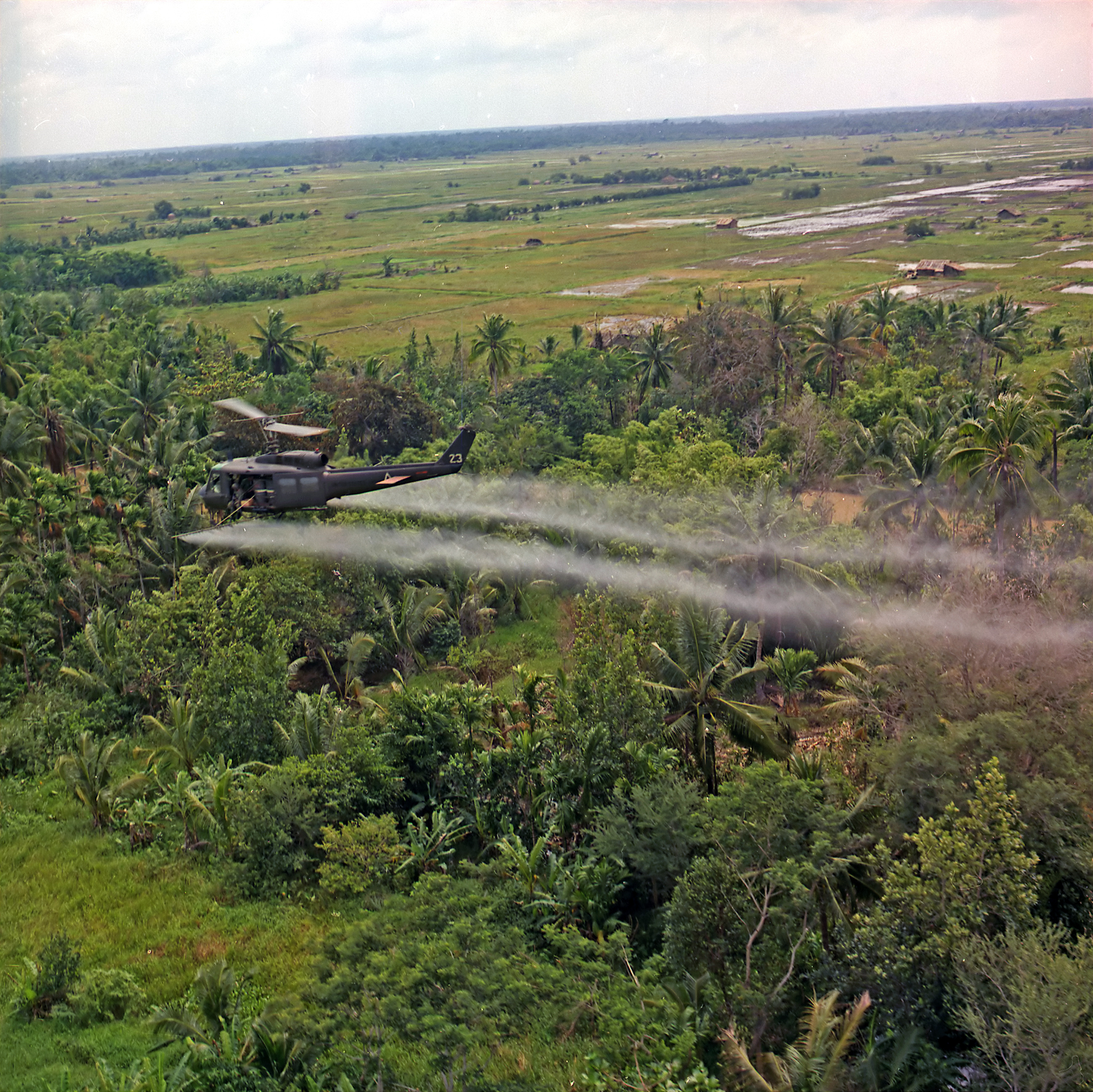
مروحية "UH-1D" من "شركة الطيران 336" ترش "عامل إسقاط الأوراق" (تعرية الأشجار) فوق الأراضي الزراعية في دلتا نهر ميكونغ (26 يوليو/تموز 1969).

أصدر الكونجرس في العام 1991 «قانون العامل البرتقالي» الذي يمنح «وزارة شؤون المحاربين القدامى» سلطة إعلان بعض الشروط «المفترضة» للتعرض للعامل البرتقالي / الديوكسين مما يجعل هؤلاء المحاربين الذين خدموا في فييتنام مؤهلين لتلقي العلاج والتعويض عن هذه الشروط. يتطلب القانون نفسه من «الأكاديمية الوطنية للعلوم» إجراء مراجعةٍ دوريةٍ للعلوم المتعلقة بالديوكسين ومبيدات الأعشاب المستخدمة في فييتنام لإبلاغ وزير شؤون المحاربين القدامى بقوة الأدلة العلمية التي تُظهر الارتباط بين التعرض للعامل البرتقالي / الديوكسين وظروفٍ معينةٍ. تنتهي صلاحية مراجعة «الأكاديمية الوطنية للعلوم»، وإضافة أية أمراضٍ جديدةٍ إلى القائمة الافتراضية من قبل «وزارة شؤون المحاربين القدامى» في العام 2015 بموجب بند الغروب من قانون العامل البرتقالي للعام 1991. من خلال هذه العملية كبرت قائمة الحالات «المفترضة» منذ العام 1991، وقد أدرجت وزارة «شؤون المحاربين القدامى» في الولايات المتحدة حالياً سرطان البروستاتا، وسرطانات الجهاز التنفسي، والورم النخاعي المتعدد، وداء السكري من النوع الثاني، ومرض هودجكين، وسرطان الغدد الليمفاوية اللاهودجكين، وساركوما الأنسجة الرخوة، والكلور، والبورفيريا الجلدية المتأخرة، والاعتلال العصبي المحيطي، واللوكيميا الليمفاوية المزمنة، والسنسنة المشقوقة لدى أطفال قدامى المحاربين المتعرضين للعامل البرتقالي كظروفٍ مرتبطةٍ بالتعرض لمبيدات الأعشاب. تتضمن هذه القائمة الآن ابيضاض الدم من الخلايا البائية مثل ابيضاض الدم مشعر الخلايا، ومرض باركنسون، وأمراض القلب الإقفارية، وقد جرى إضافة هذه الأنواع الثلاثة الأخيرة في 31 أغسطس/آب من العام 2010، لكن العديد من الأفراد رفيعي المستوى في الحكومة يعبرون عن مخاوفهم بشأن ما إذا كانت بعض هذه الأمراض على القائمة يتوجب -في الواقع- إدراجها بالفعل.
في العام 2011 أشار تقييم دراسة صحة القوات الجوية التي استمرت عشرين عاماً، والتي بدأت في العام 1982 إلى أن نتائج AFHS -من حيث صلتها بالعامل البرتقالي- لا تقدم دليلاً على المرض في قدامى المحاربين في عملية «رانش هاند» "Ranch Hand" بسبب «مستوياتهم المرتفعة من التعرض للعامل البرتقالي».
رفضت وزارة «شؤون المحاربين القدامى» في البداية طلبات قدامى المحاربين في أطقم طائرات «سي - 123 بروفايدر» في مرحلة ما بعد فييتنام، لأنهم -بصفتهم كانوا محاربين بدون «أحذية على الأرض» [بمعنى خدمةٍ أرضيةٍ] في فييتنام- لم تجرِ تغطيتهم حسب تفسير الوزارة «للمتعرض». في يونيو/حزيران من العام 2015 أصدر وزير شؤون المحاربين القدامى قاعدةً نهائيةً مؤقتةً توفر اتصال خدمةٍ افتراضيٍّ لأطقم طائرات «سي - 123 بروفايدر» بعد فييتنام، وموظفي الصيانة، وطواقم الإجلاء الطبي الجوي. توفر وزارة «شؤون المحاربين القدامى» الآن الرعاية الطبية وتعويضات العجز لقائمة أمراض العامل البرتقالي المعترف بها.

### المفاوضات الحكومية الأمريكية الفييتنامية
عقدت فييتنام والولايات المتحدة في العام 2002 مؤتمراً مشتركاً حول صحة الإنسان والآثار البيئية للعامل البرتقالي. بدأ «المعهد الوطني الأمريكي لعلوم الصحة البيئية» (NIEHS) بعد المؤتمر التبادلات العلمية بين الولايات المتحدة وفييتنام، وأطلق مناقشاتٍ لمشروع بحثٍ مشتركٍ حول تأثيرات العامل البرتقالي على صحة الإنسان. انهارت هذه المفاوضات في العام 2005 عندما لم يتمكنِ الجانبان من الاتفاق على بروتوكول البحث وألغي مشروع البحث، ثم أحرز المزيد من التقدم على الصعيد البيئي، وفي العام 2005 عُقدت أول ورشة عملٍ بين الولايات المتحدة وفييتنام حول معالجة الديوكسين.

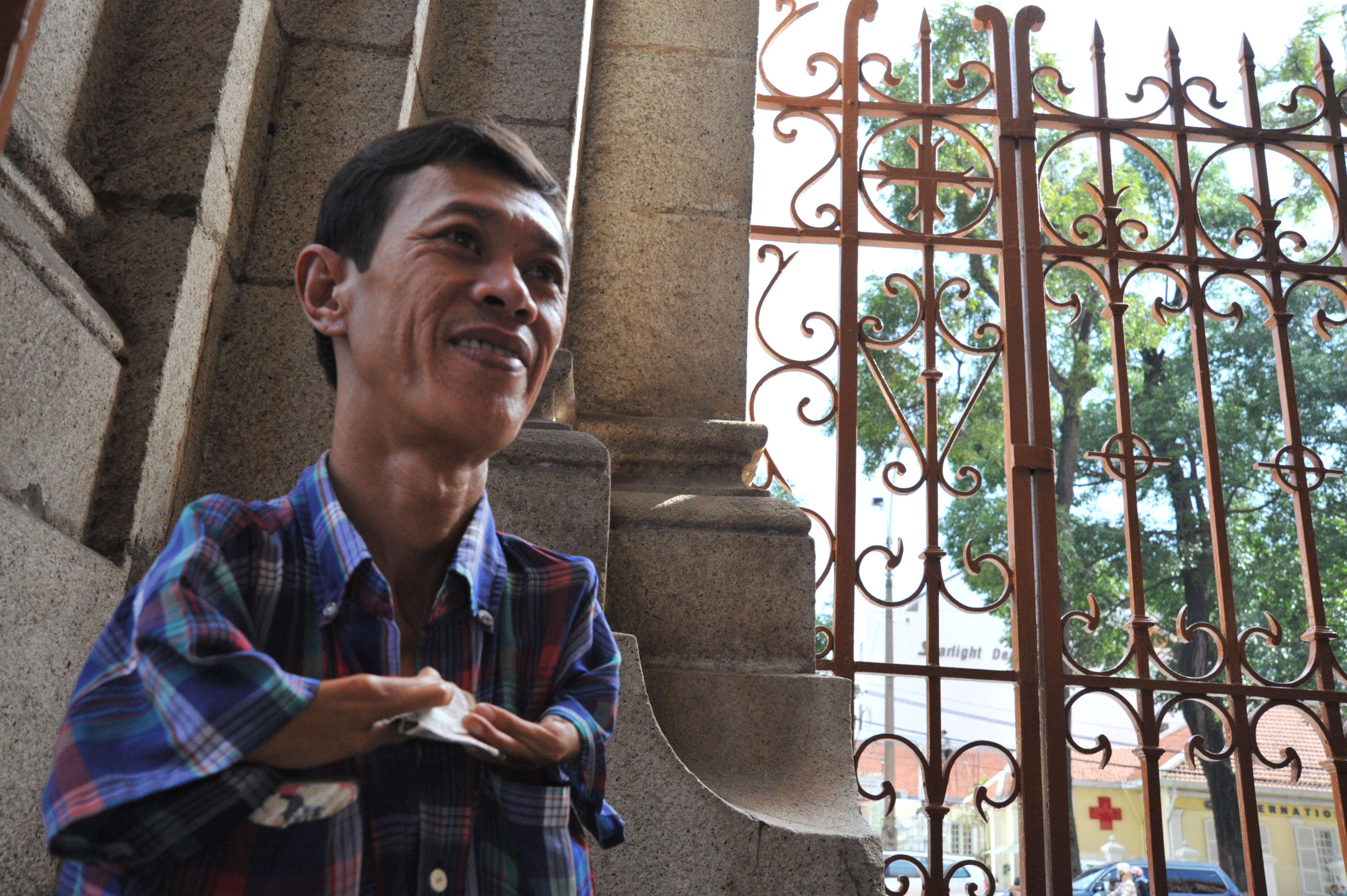
يسبب التلوث بالعامل البرتقالي تشوهاتٍ خَلقيةٍ مرتبطةٍ بالتعرض قبل الولادة في المرحلة الجنينية، أو قبل الحمل من قبل أحد الأبوين.
رجل متوسط العمر يقف عند مدخل الكاتدرائية يسأل المال بينما يظهر تشوهٌ حادٌّ في ذراعيه مرتبط على الأرجح بالتعرض للعامل البرتقالي عندما كانت والدته حاملاً وتعرضت لمادة الديوكسين. (مدينة هوشي منه).

بدأت «وكالة حماية البيئة» العملَ مع الحكومة الفييتنامية ابتداءً من العام 2005 لقياس مستوى الديوكسين في قاعدة «دا نانغ» الجوية، وفي العام نفسه أيضاً جرى إنشاء «اللجنة الاستشارية المشتركة» بشأن العامل البرتقالي المكونة من ممثلين عن الوكالات الحكومية الفييتنامية والأمريكية. تجتمع اللجنة سنوياً لاستكشاف مجالات التعاون العلمي والمساعدة الفنية والمعالجة البيئية للديوكسين.
حدث اختراق في الجمود الدبلوماسي بشأن هذه القضية نتيجة زيارة الدولة التي قام بها رئيس الولايات المتحدة جورج دبليو بوش إلى فييتنام في نوفمبر/تشرين الثاني من العام 2006، وفي البيان المشترك اتفق الرئيسان بوش وتريت على أن «توجيه المزيد من الجهود المشتركة لمعالجة التلوث البيئي بالقرب من مواقع تخزين الديوكسين السابقة ستقدم مساهمةً قيّمةً في التطوير المستمر للعلاقات الثنائية بينهما». في 25 مايو/أيار من العام 2007 وقع الرئيس بوش على مشاريع قوانين جاهزية القوات الأمريكية، ورعاية المحاربين القدامى، وإنعاش كاترينا، وقانون مخصصات محاسبة العراق للعام 2007 لتصبح قوانينَ للحرب في العراق وأفغانستان، والتي تضمنت تخصيص ثلاثة ملايين دولارٍ -على وجه التحديد- لتمويل برامج معالجة «النقاط الساخنة» للديوكسين في القواعد العسكرية الأمريكية السابقة، ولبرامج الصحة العامة للمجتمعات المحيطة، يرى بعض المؤلفين أن هذا غير كافٍ تماماً مشيرين إلى أن قاعدة «دا نانغ» الجوية وحدها ستكلف أربعة عشرَ مليون دولارٍ للتنظيف، وأن ثلاثة مواقعَ أخرى تقدر بمبلغ ستين مليون دولار كتكاليف تنظيفٍ. حرى تجديد الاعتمادات في السنة المالية 2009، ومرةً أخرى في السنة المالية 2010. جرى تخصيص اثنا عشرَ مليون دولارٍ إضافيةٍ في السنة المالية 2010 في قانون الاعتمادات التكميلية، وإجمالي 18.5 مليون دولارٍ للسنة المالية 2011.
صرحت وزيرة الخارجية هيلاري كلينتون خلال زيارةٍ إلى هانوي في أكتوبر/تشرين الأول من العام 2010 أن الحكومة الأمريكية ستبدأ العمل على تنظيف تلوث الديوكسين في قاعدة «دا نانغ» الجوية. وفي يونيو/حزيران من العام 2011 أقيم حفل في مطار «دا نانغ» للاحتفال ببدء عملية إزالة التلوث من النقاط الساخنة للديوكسين في فييتنام بتمويلٍ من الولايات المتحدة. وقد خصص الكونجرس الأمريكي اثنين وثلاثين مليون دولارٍ حتى الآن لتمويل البرنامج. بدأ مشروع بقيمة ثلاثةٍ وأربعين مليون دولارٍ في صيف العام 2012 حيث أقامت فييتنام والولايات المتحدة علاقاتٍ أوثقَ لتعزيز التجارة، ومواجهة نفوذ الصين المتزايد في بحر الصين الجنوبي المتنازع عليه.

### الدعوى القضائية الجماعية للضحايا الفيتناميين في محاكم الولايات المتحدة

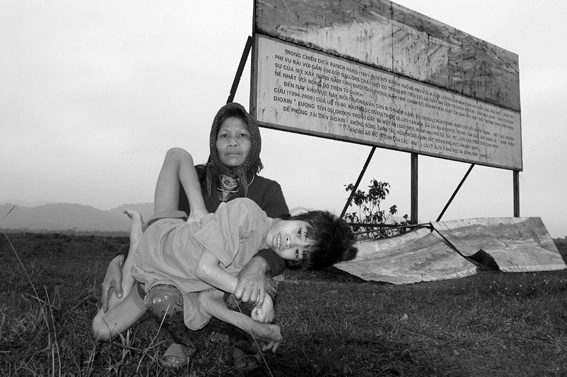
فييتنام، ديسمبر/كانون الأول 2004، وادي «أ لوي» A Luoi: غير بعيدٍ عن الطريق المؤدية إلى هوشي منه تحمل «كان لاي» Kan Lay البالغة من العمر 55 عاماً ابنها المعوق جسدياً وعقلياً «كي فان بك» Ke Van Bec (14 عاماً) بين ذراعيها. أثناء الحرب عاشت كان لاي في منطقة «أ لوي»، [تقول]: «كنت في الغابة، ورأيت طائراتٍ ترمي مسحوقاً علينا، لقد لسع أعيننا، وحرق جلودنا...»، منذ ذلك اليوم توفي زوجها وثلاثة من أطفالها بمرض السرطان. وللمساعدة في توضيح الصورة تقف الأم والابن أمام لوحةٍ تندد بعملية «رانش هاند» نُصبت في المطار العسكري السابق «آ. شو» في وادي «أ لوي».

رفعت مجموعة حقوق الضحايا -وهي الرابطة الفيتنامية لضحايا العامل البرتقالي / الديوكسين (VAVA)- في 31 يناير/كانون الأول 2004 دعوىً قضائيةً في محكمة مقاطعة الولايات المتحدة للمنطقة الشرقية من نيويورك في بروكلين ضد العديد من الشركات الأمريكية للمسؤولية في التسبب في إصابةٍ شخصيةٍ من خلال تطوير وإنتاج المادة الكيميائية، وادعتِ [المجموعة] أن استخدام العامل البرتقالي ينتهك اتفاقية لاهاي لعام 1907 بشأن الحرب البرية، وبروتوكول جنيف لعام 1925، واتفاقيات جنيف لعام 1949. كانت داو كيميكال، ومونسانتو أكبر منتجين للعامل البرتقالي لصالح الجيش الأمريكي وقد سُمّيَتا في الدعوى إلى جانب العشرات من الشركات الأخرى (دايموند شامروك، ويونيرويال، وطومسون كيميكال، وهيركوليس.. إلخ). رفض القاضي جاك ب. وينشتاين من المنطقة الشرقية -الذي ترأس الدعوى الجماعية للمحاربين القدامى الأمريكيين في العام 1984- الدعوى في 10 مارس/آذار 2005، وقرر عدم وجود أساسٍ قانونيٍّ لادّعاءات المدعين، وخلص إلى أن العامل البرتقالي لم يكن يعتبر سماً بموجب القانون الدولي وقتَ استخدامه من قبل الولايات المتحدة، ولم تمنعِ الولايات المتحدة استخدامه كمبيدٍ للأعشاب، والشركات التي أنتجتِ المادةَ لم تكُ مسؤولةً عن طريقة استخدامها من قبل الحكومة. في بيان الفصل الصادر عن وينشتاين كتب: «امتد الحظر ليشمل فقطِ الغازات المنتشرة لتأثيرها الخانق أو السام على الإنسان، وليس لمبيدات الأعشاب المصممة للتأثير على النباتات التي قد يكون لها آثار جانبية ضارة غير مقصودةٍ على الناس».
كان المؤلف والناشط جورج جاكسون قد كتب سابقاً أنه «إذا كان الأمريكيون مذنبين بارتكاب جرائم حربٍ لاستخدامهم العامل البرتقالي في فييتنام، فسيكون البريطانيون أيضاً مذنبين بارتكاب جرائمَ حربٍ بالمثل، لأنهم كانوا أول دولةٍ تنشر استخدام مبيدات الأعشاب المسقَطات في الحرب، واستخدمتها على نطاقٍ واسعٍ في جميع أنحاء الطوارئ الملاوية. لم يكن هناك احتجاج من قبل الدول الأخرى رداً على استخدام المملكة المتحدة، ولكن الولايات المتحدة اعتبرت ذلك بمثابة سابقةٍ لاستخدام مبيدات الأعشاب ومزيلات الأوراق في حرب الأدغال». لم تكن حكومة الولايات المتحدة أيضاً طرفاً في الدعوى بسبب الحصانة السيادية، وحكمتِ المحكمة على شركات الكيمياويات -بصفتها متعاقدةً مع الحكومة الأمريكية- بالحصانة نفسها. جرى استئناف القضية واستمعت إليها محكمة استئناف الدائرة الثانية في مانهاتن في 18 يونيو/حزيران من العام 2007. أيد ثلاثة قضاةٍ في المحكمة حكم وينشتاين برفض القضية، وقضوا بأنه على الرغم من احتواء مبيدات الأعشاب على الديوكسين (سم معروف)، إلا أنه لم يكُ من المفترض استخدامها كسمٍّ على البشر. لذلك لم يجرِ اعتبارها سلاحاً كيميائياً، وبالتالي فهي ليست انتهاكاً للقانون الدولي. كما أكدت مراجعة أخرى للقضية من قبل هيئة قضاة محكمة الاستئناف بأكملها هذا القرار. قدم محامو الفييتناميين التماساً إلى «المحكمة العليا الأمريكية» للنظر في القضية، وفي 2 مارس/آذار من العام 2009 رفضت المحكمة العليا تحويل الدعوى ورفضت إعادة النظر في حكم محكمة الاستئناف.

### المساعدة لأولئك المتضررين في فييتنام

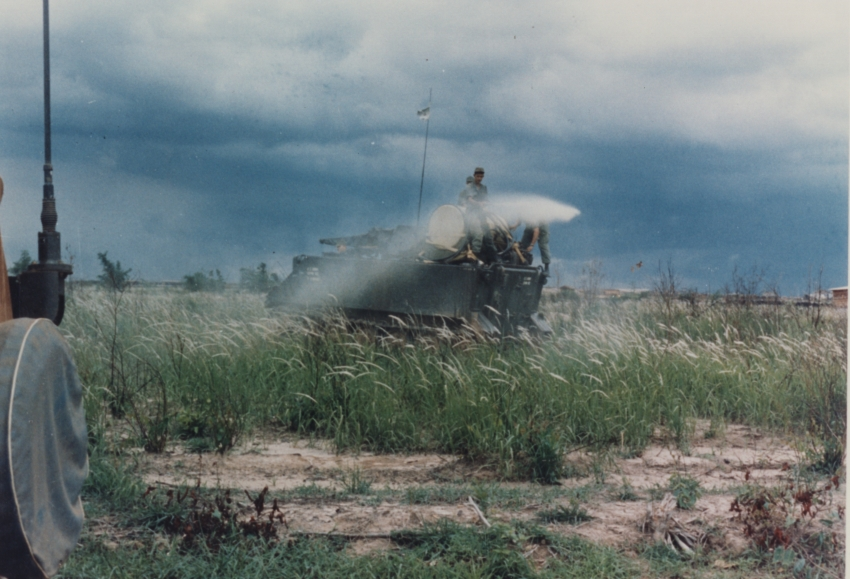
ناقلة جنود مدرعة (APC) تابعةٍ للجيش الأمريكي ترش العامل البرتقالي أثناء حرب فييتنام.

لمساعدة أولئك الذين تأثروا بالعامل البرتقالي/الديوكسين أقام الفييتناميون «قرى سلامٍ» تستضيف كلٍّ منها ما بين خمسين ومئة ضحيةٍ، وتقدم لهم المساعدة الطبية والنفسية. ابتداءً من العام 2006 كان هناك إحدى عشرة قريةً من هذا القبيل مما منح بعض الحماية الاجتماعية لأقل من ألف ضحيةٍ. دعم قدامى المحاربين الأمريكيين في حرب فييتنام علاوةً على الأفراد الذين يدركون تأثيرات العامل البرتقالي ويتعاطفون معها هذه البرامج في فييتنام. قامت مجموعة دولية من المحاربين القدامى من الولايات المتحدة وحلفائها خلال حرب فييتنام بالعمل مع عدوهم السابق؛ المحاربين القدماء من جمعية قدامى المحاربين في فييتنام بتأسيس قرية الصداقة الفييتنامية خارج هانوي.
يقدم المركز الرعاية الطبية، وإعادة التأهيل والتدريب المهني للأطفال والمحاربين القدامى من فييتنام من الذين تأثروا بالعامل البرتقالي. في العام 1998 أنشأ الصليب الأحمر الفييتنامي صندوق ضحايا العامل البرتقالي الفييتنامي لتقديم المساعدة المباشرة للعائلات المتضررة في جميع أنحاء فييتنام. وفي العام 2003 شُكلت «الرابطة الفييتنامية لضحايا العامل البرتقالي» (VAVA). بالإضافة إلى رفع الدعوى القضائية ضد شركات الكيمياويات تقدم الرابطةُ الرعايةَ الطبيةَ، وخدماتِ إعادةِ التأهيلِ، والمساعدةَ الماليةَ للمصابين بفعل العامل البرتقالي.
تقدم الحكومة الفييتنامية رواتبَ شهريةً صغيرةً لأكثرَ من مئتي ألف فييتناميٍّ يُعتقد أنهم تضرروا من مبيدات الأعشاب. بلغ إجمالي هذا المبلغ 40.8 مليون دولارٍ في العام 2008، وقد جمع «الصليب الأحمر الفييتنامي» أكثرَ من اثنين وعشرين مليون دولارٍ لمساعدة المرضى أو المعوقين، وقدمتِ العديد من المؤسسات الأمريكية، ووكالات الأمم المتحدة، والحكومات الأوروبية، والمنظمات غير الحكومية ما مجموعه قرابة ثلاثةٍ وعشرين مليون دولارٍ لتنظيف المواقع، وإعادة التشجير، والرعاية الصحية، والخدمات الأخرى للمحتاجين.
يصف Vuong Mo من «وكالة الأنباء الفييتنامية» أحد المراكز:

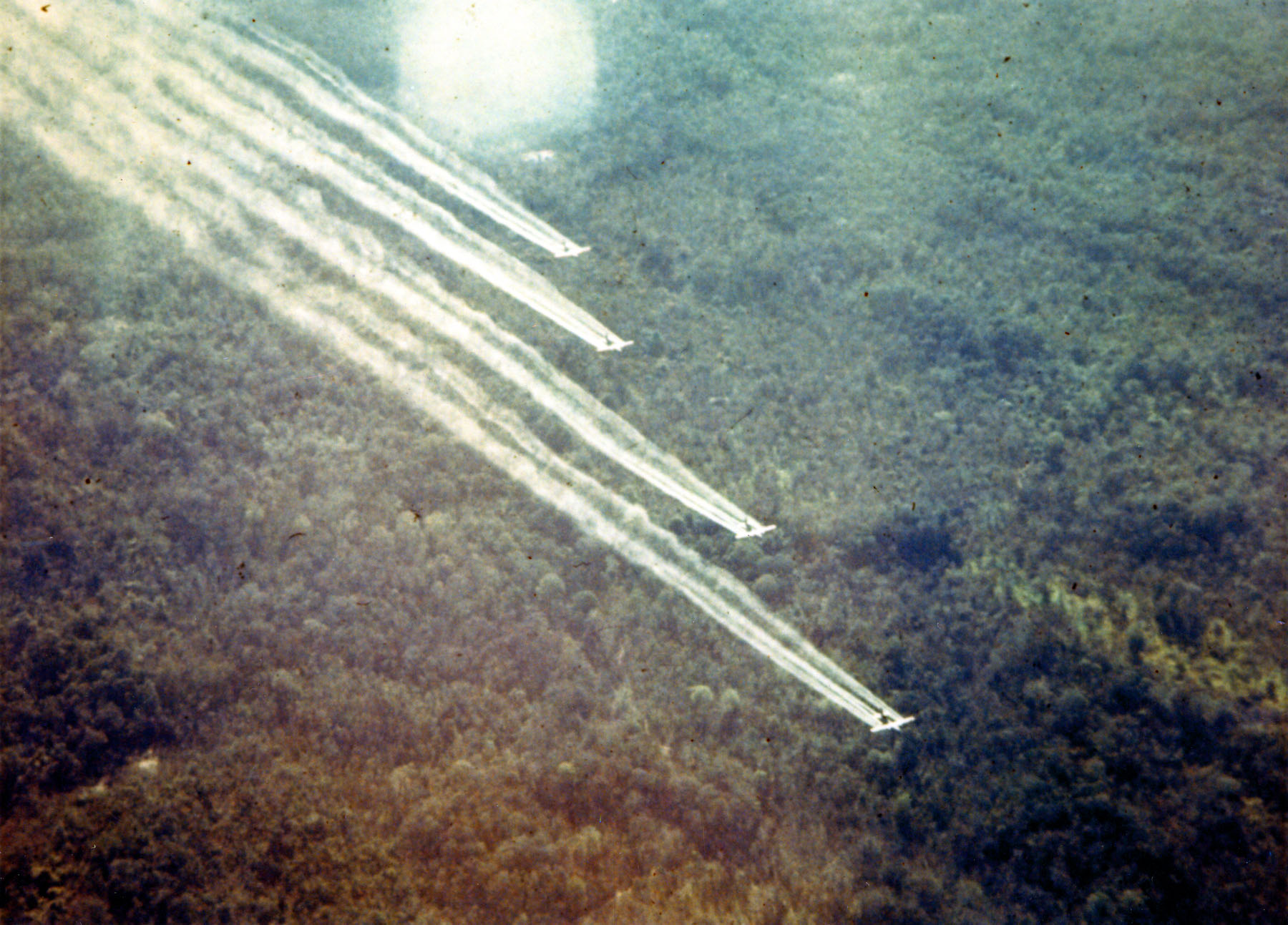
سرب من طائرات "يو سي - 123 بي بروفايدر" يرش رذاذ العامل البرتقالي. جزء من عملية "رانش هاند" (62-1971).

كشف أعضاء مجموعة الحوار الأمريكية الفييتنامية بشأن العامل البرتقالي/الديوكسين في 16 يونيو/حزيران من العام 2010 عن إعلانٍ شاملٍ وخطة عملٍ لمدة عشر سنواتٍ لمعالجة الإرث السام للعامل البرتقالي ومبيدات الأعشاب الأخرى في فييتنام. صدرت خطة العمل كمنشورٍ لمعهد «أسبن»، وتدعو الحكومتين الأمريكية والفييتنامية للانضمام إلى الحكومات، والمؤسسات، والشركات، والمنظمات غير الربحية الأخرى في شراكةٍ لتنظيف «النقاط الساخنة» للديوكسين في فييتنام، وتوسيع الخدمات الإنسانية للأشخاص ذوي الإعاقة هناك. وفي 16 سبتمبر/أيلول من العام 2010 أقر السناتور «باتريك ليهي» بعمل مجموعة الحوار بإصدار بيانٍ في مجلس الشيوخ الأمريكي. يحث البيان حكومة الولايات المتحدة على أخذ توصيات خطة العمل في الاعتبار عند تطوير خطة أنشطةٍ متعددةِ السنوات لمعالجة إرث العامل البرتقالي/الديوكسين.

## الاستخدام خارج فيتنام

### أستراليا
زعم الباحث الأسترالي جان ويليامز في العام 2008 أن معدلات الإصابة بالسرطان في «إنيسفيل» في كوينزلاند كانت أعلى بعشر مراتٍ من متوسط الإصابة في الولاية بسبب الاختبار السري للعامل البرتقالي من قبل بحاثة الجيش الأسترالي أثناء حرب فييتنام. استند ويليامز -الذي فاز بميدالية وسام أستراليا عن أبحاثه حول تأثير المواد الكيميائية على قدامى المحاربين الأمريكيين- في مزاعمه إلى تقارير الحكومة الأسترالية الموجودة في أرشيفات النصب التذكاري للحرب الأسترالية، وأيّد الجندي السابق تيد بوسورث هذه المزاعم قائلاً إنه شارك في الاختبار السري. لم يقدم ويليامز ولا بوسورث أدلةً يمكن التحقق منها لدعم مزاعمهما. قررت وزارة الصحة في كوينزلاند أن معدلات السرطان في إنيسفيل لم تك بأعلى من تلك الموجودة في أجزاءٍ أخرى من الولاية.

### كندا

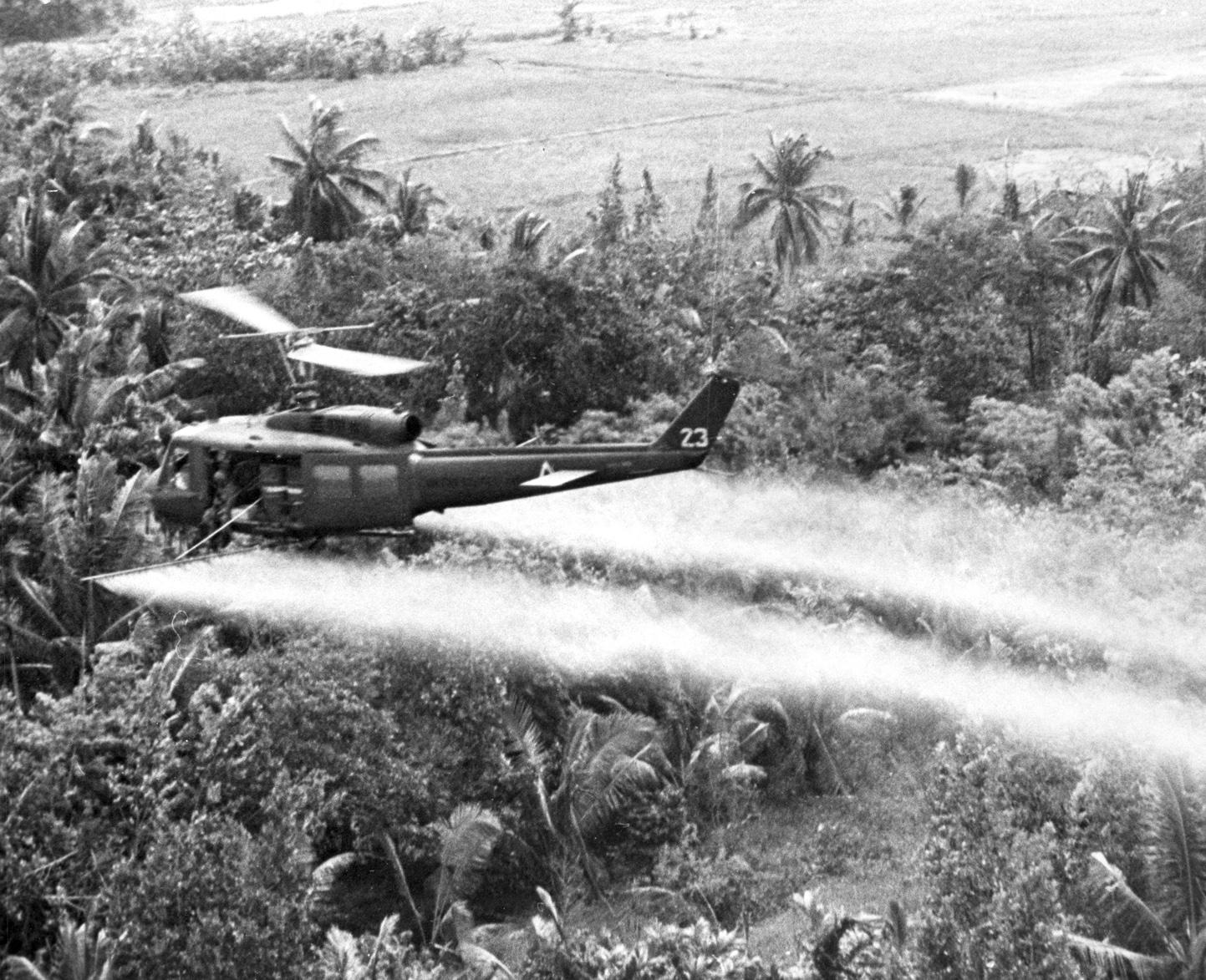
رش العامل البرتقالي في دلتا نهر ميكونغ بالقرب من «كان ثو» في العام 1969.

اختبر الجيش الأمريكي بإذنٍ من الحكومة الكندية مبيدات الأعشاب -بما في ذلك العامل البرتقالي- في الغابات بالقرب من قاعدة القوات الكندية "Gagetown" في «نيو برونزويك» (لثلاثة أيامٍ في العام 1966، وأربعةٍ في العام 1967). وفي العام 2007 عرضتِ الحكومة الكندية دفعةً على سبيل الهبة لمرةٍ واحدةٍ قدرها عشرين ألف دولارٍ كتعويضٍ عن التعرض في "CFB Gagetown" للعامل البرتقالي. قامت مجموعة «ميرشانت لو» في 12 يوليو/تموز من العام 2005 نيابةً عن أكثر من مئةٍ وألفٍ من قدامى المحاربين، والمدنيين الكنديين -الذين كانوا يعيشون في "CFB Gagetown" وما حولها- برفع دعوىً قضائيةٍ لمتابعة ادّعاءٍ جماعيٍّ يتعلق بالعامل البرتقالي، والعامل الأرجواني أمام المحكمة الفيدرالية في كندا. لكن المحكمة رفضتِ القضية بدعوى عدم كفاية الأدلة في 4 أغسطس/آب من العام 2009. في العام 2007 أعلنتِ الحكومة الكندية أن برنامج البحث وتقصي الحقائق الذي بدأ في العام 2005 وجد أن القاعدة آمنةً.
كشفت صحيفة «تورنتو ستار» في 17 فبراير/شباط من العام 2011 أن العامل البرتقالي قد وُظّف لتطهير قطعٍ واسعةٍ من أراضي كراون في شمال أونتاريو. ذكرت «تورنتو ستار» أن «السجلات من خمسينات وستينات وسبعينات القرن الماضي تُظهر أن عمال الغابات -غالباً من الطلبة والجوّالة الفتيان- أمضَوا أسابيعَ في كل مرةٍ كعلاماتٍ بشريةٍ تحمل بالوناتٍ حمراءَ مليئةٍ بالهيليوم على خطوط الصيد أثناء الطيران على ارتفاعٍ منخفض. قامتِ الطائرات برش مبيدات الأعشاب السامة بما في ذلك خليطٍ كيميائيٍّ سيء السمعة يُعرف بالعامل البرتقالي على الأجَمات والفتية أدناه». أطلقت حكومة مقاطعة أونتاريو رداً على مقال «تورنتو ستار» تحقيقاً في استخدام العامل البرتقالي.

### غوام
يشير تحليل المواد الكيميائية الموجودة في تربة الجزيرة -إلى جانب القرارات التي أقرها المجلس التشريعي في غوام- إلى أن العامل البرتقالي كان من بين مبيدات الأعشاب المستخدمة بشكلٍ معتادٍ (روتيني) في قاعدة «أندرسن» الجوية وما حولها، ومحطة «أجانا» الجوية البحرية. وعلى الرغم من الأدلة استمرت وزارة الدفاع في الإنكار بأن العامل البرتقالي قد جرى تخزينه أو استخدامه في غوام. جمع العديد من قدامى المحاربين ممن كانوا في غوام أدلةً للمساعدة في مطالباتهم المتعلقة بالإعاقة نتيجة التعرض المباشر للديوكسين المحتوي على مبيدات الأعشاب مثل (2,4,5-T)، والمشابهة لجمعيات المرض وتغطية الإعاقة التي أصبحت معياراً لأولئك الذين عانَوا من الأضرار ذاتها الخاصة بالملوثات الكيميائية للعامل البرتقالي المستخدم في فييتنام.

### كوريا الجنوبية
استخدم العامل البرتقالي في كوريا في أواخر الستينات، وفي العام 1999 رفع قرابة عشرين ألف كوريٍّ جنوبيٍّ دعويين قضائيتين منفصلتين ضد شركاتٍ أمريكيةٍ مطالبين بتعويضاتٍ تزيد عن خمسة مليارات دولارٍ، وبعد خسارة قرارٍ في العام 2002 رفعوا استئنافاً، وقد ألزمت محكمة الاستئناف في كوريا الجنوبية في يناير/كانون الأول من العام 2006 شركتي «داو كيميكال»، و«مونسانتو» بدفع اثنين وستين مليون دولارٍ كتعويضٍ لنحو ثمانمئةٍ وستة آلاف (6,800) امرئٍ. أقر الحكم بأن «المدعى عليهم فشلوا في ضمان السلامة، لأن المواد التي صُنّعت من قبل المتهمّيْن تحتوي على سوّياتٍ أعلى عن المعتاد من الديوكسينات»، ونقلاً عن تقرير «الأكاديمية الوطنية الأمريكية للعلوم» أُعلن أن ثمة «علاقة سببية» بين العامل البرتقالي ومجموعةٍ من الأمراض بما في ذلك العديد من السرطانات. فشل القضاة في الاعتراف «بالعلاقة مع الاعتلال العصبي الكيميائي والمحيطي، وهو المرض الأكثر انتشاراً بين ضحايا العامل البرتقالي».
زعمتِ الصحافة المحلية "KPHO-TV" في الولايات المتحدة في فينيكس بولاية أريزونا في العام 2011 أن جيش الولايات المتحدة قام في العام 1978 بدفن خمسين ومئتي (250) برميلٍ من العامل البرتقالي في «كامب كارول» قاعدة الجيش الأمريكي في «جيونجسانجبوك-دو» - كوريا.
حالياً فإن قدامى المحاربين الذين يقدمون أدلةً تفي بمتطلبات «وزارة شؤون قدامى المحاربين» VA للخدمة في فيتنام -والذين يمكنهم الإثبات طبياً أنه في أي وقتٍ بعد هذا «التعرض المفترض» ربما يصابون بأية مشاكلَ طبيةٍ في قائمة الأمراض المفترضة- قد يتلقون تعويضاً من هذه الوزارة (VA). بعض قدامى المحاربين ممن خدموا في كوريا والقادرون على إثبات أنه جرى تعيينهم في منطقةٍ محددةٍ حول المنطقة المجردة من السلاح خلال فترةٍ زمنيةٍ محددةٍ يُمنحون افتراضاً مماثلاً.

### نيوزيلندا

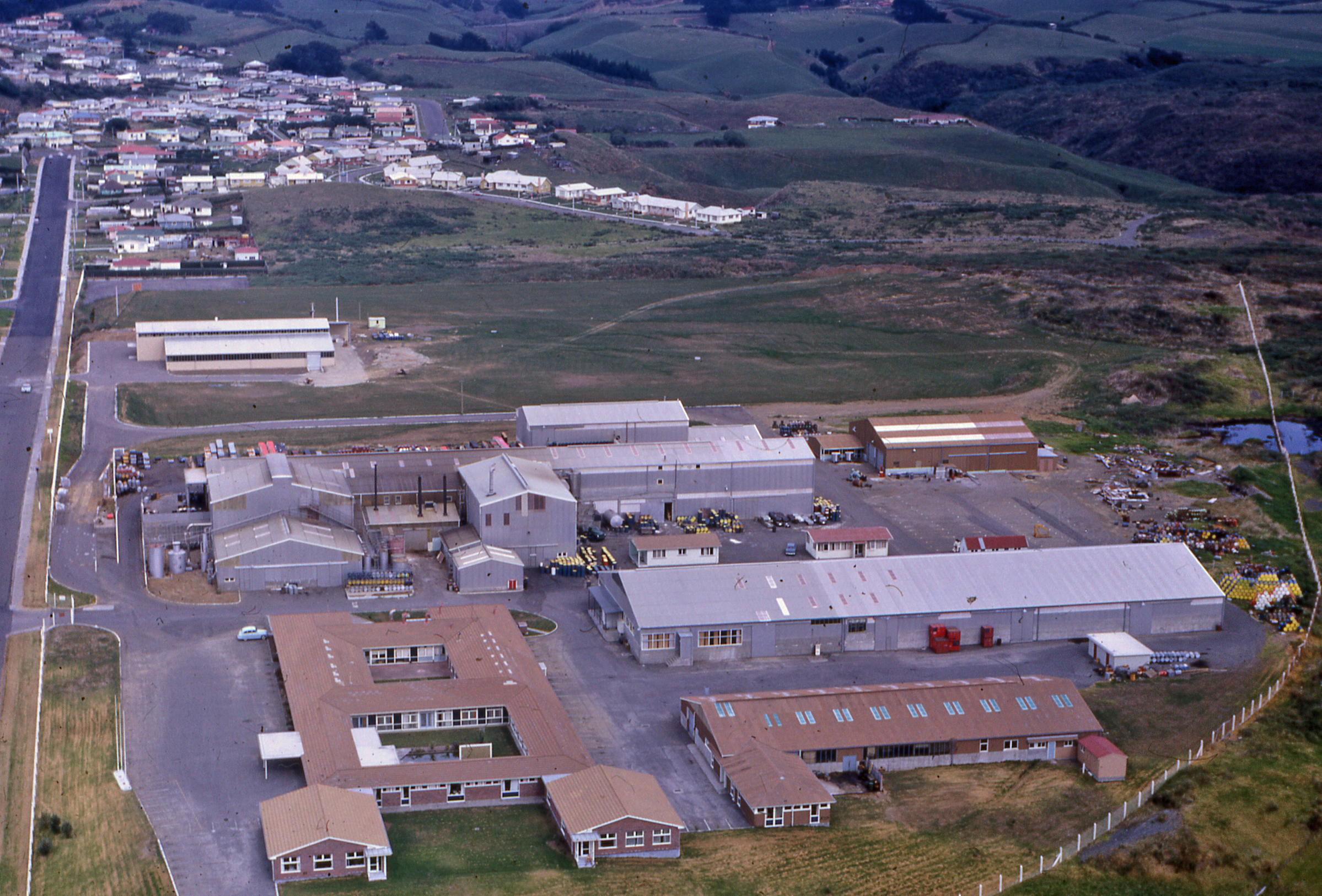
مصنع "Ivon Watkins-Dow" الكيميائي في "باريتوتو" في نيو بليموث في نيوزيلندا.

كان استخدام العامل البرتقالي مثيراً للجدل في نيوزيلندا بسبب تعرض القوات النيوزيلندية في فييتنام، وبسبب إنتاج العامل البرتقالي لأجل فييتنام، ومستخدمين آخرين في مصنع "Ivon Watkins-Dow" الكيميائي في «باريتوتو» في نيو بليموث. كان ثمة ادعاءات مستمرة -لا تزال حتى الآن- بأن ضاحية باريتوتو ملوثة أيضاً. وهناك حالات أصيب فيها جنود نيوزيلنديون بسرطاناتٍ مثل سرطان العظام، ولكن لم يُربط أيٍّ منها علمياً بالتعرض لمبيدات الأعشاب. جرى بث فيلمٍ تلفزيونيٍّ وثائقيٍّ مثيرٍ للجدل في نيوزيلندا على قناة "TV3" بعنوان «دعونا نرش».

### الفليبين
أجريت دراسات عن ثبات مبيدات الأعشاب للعاملين البرتقالي والأبيض في الفليبين.

### جونستون أتول

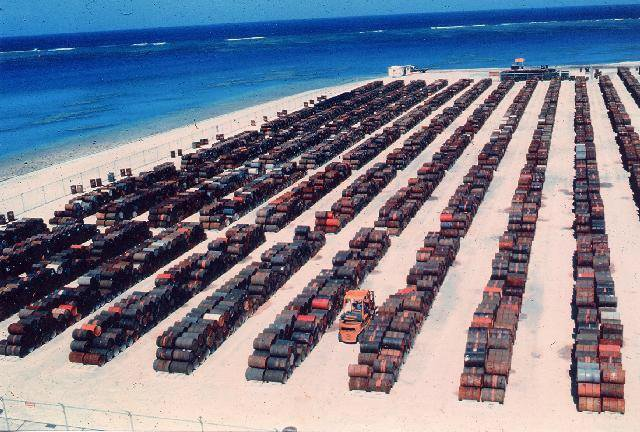
براميل العامل البرتقالي المتسرب في "جونستون أتول"، قرابة العام 1973.

سُميت عملية «القوات الجوية الأمريكية» لإزالة مبيدات الأعشاب البرتقالية من فييتنام في العام 1972 بعملية "Pacer IVY"، في حين سُمّيت عملية تدمير العامل البرتقالي المخزن في «جونستون أتول» في العام 1977 بعملية "Pacer HO". جمعت عملية "Pacer IVY" العاملَ البرتقالي من جنوب فييتنام، وأزالته في العام 1972 على متن السفينة "MV Transpacific" لتخزينه في «جونستون أتول» في المحيط الهادي. ذكرت «وكالة حماية البيئة» أن ستة ملايين وثمانمئة ألف (6.800.000) لترٍ (ما يعادل مليوناً وثمانمئة ألف (1.800.000) جالونٍ أمريكيٍّ) من مبيدات الأعشاب جرى تخزينها في جزيرة «جونستون أتول» في المحيط الهادي، ومليوناً وثمانمئة ألف (1.800.000) لترٍ (ما يعادل أربعمئةٍ وثمانين ألف (480.000) جالونٍ أمريكيٍّ) في «جولفبورت» في الميسيسيبي.

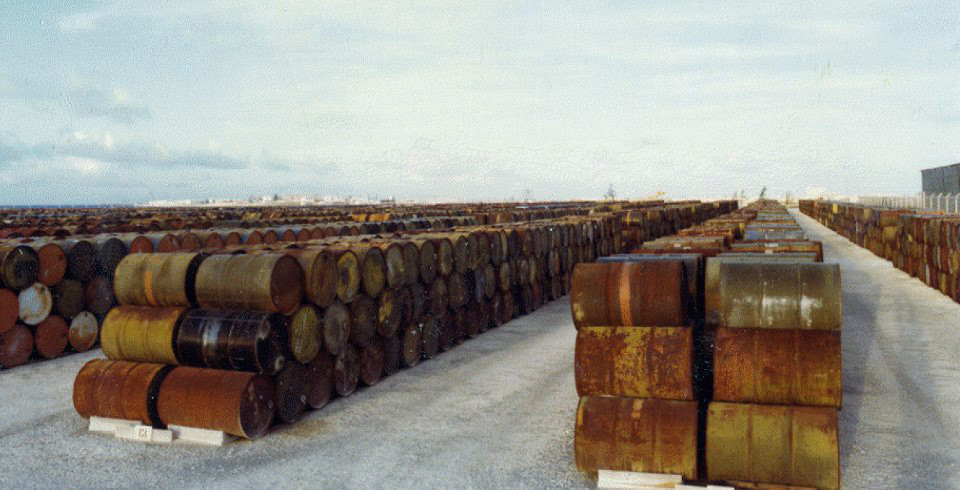
براميل العامل البرتقالي الصدئة في "جونستون أتول"، قرابة العام 1976.

بدأتِ الأبحاث والدراسات لإيجاد طريقةٍ آمنةٍ لتدمير المواد، واكتشف أنه يمكن حرقها بأمانٍ في ظل ظروفٍ خاصةٍ من درجات الحرارة ووقت السكون. ومع ذلك كانت مبيدات الأعشاب باهظة الثمن، وأراد سلاح الجو إعادة بيع الفائض بدلاً من إغراقه في البحر. من بين العديد من الطرق المختبرة هناك إمكانية إنقاذ مبيدات الأعشاب عن طريق إعادة المعالجة وتصفية ملوثات (TCDD) بألياف جوز الهند المتفحمة (الفحم). جرى اختبار هذا المفهوم بعد ذلك في العام 1976، وأنشئ مصنع تجريبي في «جولفبورت».
من يوليو/تموز إلى سبتمبر/أيلول من العام 1977 وأثناء عملية "Pacer HO" جرى لاحقاً حرق مخزون العامل البرتقالي بالكامل من كلا موقعي تخزينه في «جولفبورت» و«جونستون أتول» في أربعة حرائقَ منفصلةٍ بالقرب من جزيرة «جونستون أتول» على متن سفينة حرق النفايات الهولندية «إم تي فولكانوس». وبدءاً من العام 2004 ارتبطت بعض سجلات التخزين والتخلص من العامل البرتقالي في «جونستون أتول» بالسجلات التأريخية لعملية «ريد هات».

### أوكيناوا - اليابان

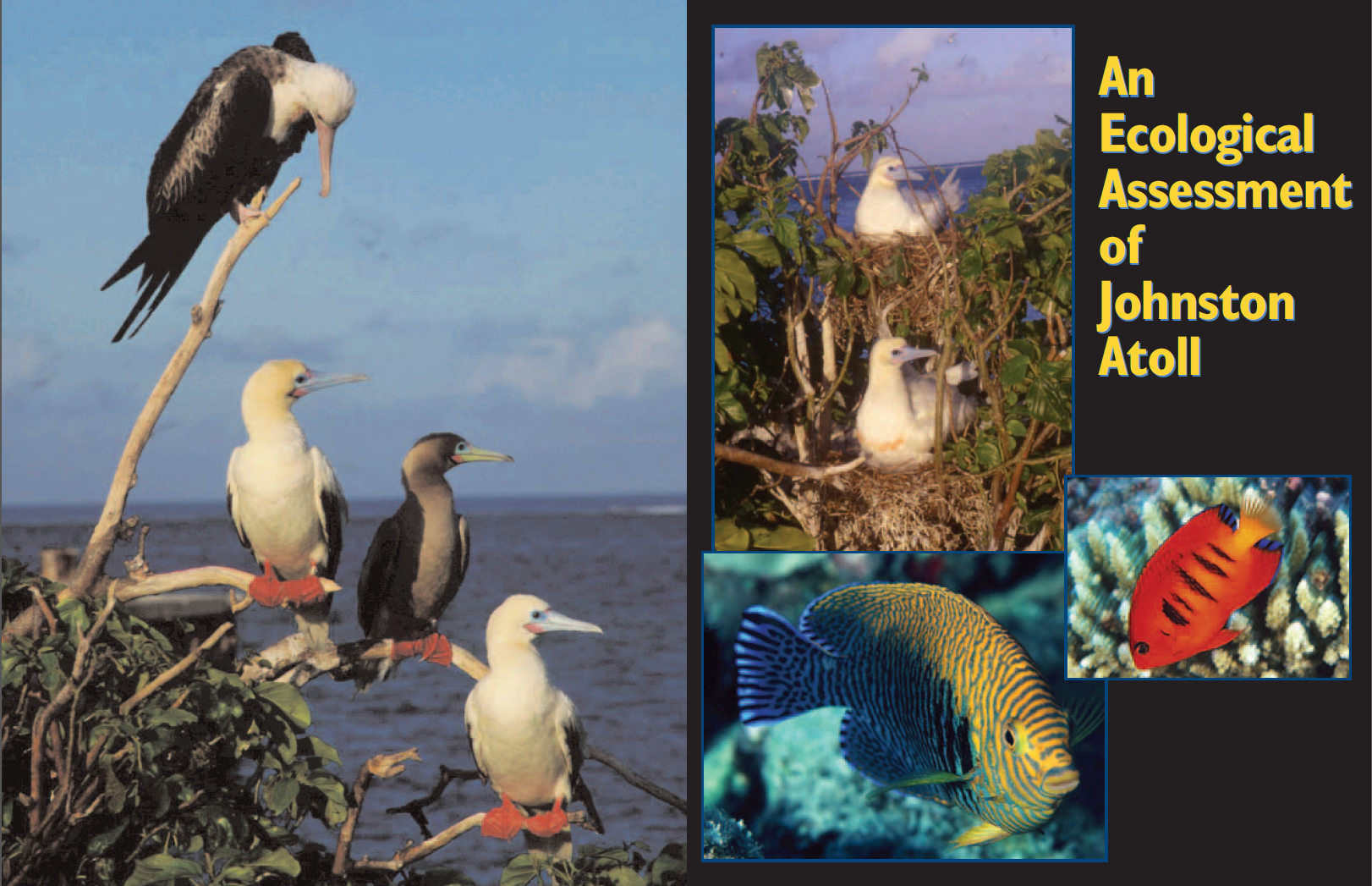
تضمنت دراسة علمية لتأثيرات التلوث العسكري في "جونستون أتول" بياناً يؤكد سجلات تخزين العامل البرتقالي في أوكيناوا.

كانت ثمة عشرات التقارير في الصحافة حول استخدام و/أو تخزين مبيدات الأعشاب المصنّعة عسكرياً في أوكيناوا، والتي تستند إلى تصريحات أعضاء الخدمة الأمريكية السابقين ممن كانوا متمركزين في الجزيرة، والصور، والسجلات الحكومية، وبراميل التخزين المكتشفة. نفت «وزارة الدفاع الأمريكية» هذه المزاعم من خلال تصريحاتٍ لمسؤولين عسكريين ومتحدثين رسميين، بالإضافة إلى تقريرٍ من وضع الدكتور ألفين يونغ في يناير/كانون الأول من العام 2013، وصدر في أبريل/نيسان من العام نفسه.

يدحض -على وجه الخصوص- تقرير من العام 2013 المقالاتِ التي كتبها الصحفي جون ميتشل بالإضافة إلى بيانٍ من «تقييم بيئي لجونستون أتول» صدر في العام 2003 عن «وكالة المواد الكيميائية» التابعة للجيش الأمريكي، والذي ينص على «جلب سلاح الجو الأمريكي أيضاَ في العام 1972 قرابة خمسٍ وعشرين ألف (25,000) برميلٍ ذات المئتي لتر من المادة الكيميائية؛ مبيدات الأعشاب البرتقالية (HO) إلى جزيرة "جونستون" التي مصدرها من فييتنام وخُزنت في أوكيناوا». ينص تقرير العام 2013 على أن: «مؤلفي تقرير 2003 لم يكونوا موظفين في وزارة الدفاع (DoD)، ولم يكونوا على درايةٍ على الأرجح بالقضايا المحيطة بمبيد الأعشاب البرتقالي أو التاريخ الفعلي للنقل إلى الجزيرة». ووصفت بالتفصيل مراحل النقل وطرق نقل العامل البرتقالي من فييتنام إلى «جونستون أتول»، ولم يشمل أيٌّ منها أوكيناوا.

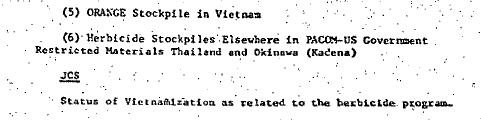
مقتطف من تقرير "فورت ديتريك" للعام 1971 - الجيش الأمريكي يصف مخزونات مبيدات الأعشاب التكتيكية من المواد المقيدة من قبل حكومة الولايات المتحدة في أوكيناوا في "Kadena AFB"، وفي تايلاند، وفي فييتنام.

ظهر تأكيد رسمي آخر للتخزين المحدود (المحتوي على الديوكسين) لمبيدات الأعشاب في أوكيناوا في تقرير فورت دِتريك لعام 1971 بعنوان «الجوانب التاريخية واللوجستية والسياسية والتقنية لبرنامج مبيدات الأعشاب / إزالة الأوراق»، والذي يذكر أن البيان البيئي يجب أن يأخذ في الاعتبار «مخزونات مبيدات الأعشاب في أماكن أخرى في قيادة المحيط الهادئ (PACOM) قامت الحكومة الأمريكية بتقييد المواد في تايلاند وأوكيناوا (Kadena AFB)». يقول تقرير وزارة الدفاع لعام 2013 أن البيان البيئي الذي حث عليه تقرير العام 1971 نُشر في العام 1974 باسم «البيان البيئي النهائي لإدارة القوات الجوية»، وأن الأخير لم يجدِ العامل البرتقالي محتجزاً في تايلاند أو أوكيناوا.

### تايلاند
اختبر العامل البرتقالي من قبل الولايات المتحدة في تايلاند خلال حرب فييتنام، وفي العام 1999 كُشف عن براميلَ مدفونةٍ، وتأكد أنها تحوي العامل البرتقالي. أصيب بالمرض العمال الذين كشفوا البراميلَ أثناء تطوير المطار بالقرب من منطقة «هوا هين» على مبعدة مئة كم جنوب بانكوك. إن قدامى المحاربين في حقبة فييتنام -الذين تضمن عملهم الخدمة في محيط القواعد العسكرية في تايلاند أو بالقرب منها في أي وقتٍ ما بين 28 فبراير/شباط 1961 و7 مايو/أيار 1975- ربما يكونون تعرضوا لمبيدات الأعشاب، وقد يكونون مؤهلين للحصول على مزايا مساعدة الضحايا. تقرير وزارة الدفاع المرفوع عنه السرية والمدوّن في العام 1973 يشير إلى أنه كان هناك استخدام معتبر لمبيدات الأعشاب في محيط القواعد العسكرية المسيّجة في تايلاند لإزالة أوراق الشجر التي أمّنت غطاءً لقوات العدو. قررت «وزارة شؤون المحاربين القدامى» في العام 2013 أن مبيدات الأعشاب المستخدمة في محيط قاعدة تايلاند ربما كانت تعبويةً (تكتيكيةً)، وجرى شراؤها من فييتنام، أو نوعاً تجارياً قوياً يشبه مبيدات الأعشاب التكتيكية.

### الولايات المتحدة الأمريكية
أقرت جامعة هاواي بإجراء اختباراتٍ مكثفةٍ للعامل البرتقالي نيابةً عن «وزارة الدفاع الأمريكية» في هاواي جنباً إلى جنبٍ مع مزيجٍ من العامل البرتقالي في جزيرة كاواي في الفترة (67-1968)، وفي جزيرة هاواي في العام 1966، وجرى توثيق الاختبار والتخزين في مواقعَ أمريكيةٍ أخرى من قبل «وزارة شؤون المحاربين القدامى» بالولايات المتحدة.
أعيدت طائرات «سي - 123 بروفايدر» المستخدمة في رش العامل البرتقالي في العام 1971 إلى الولايات المتحدة، وخُصصت أسرابٌ مختلفةٌ لقوات الاحتياط التابعة للقوات الجوية الأمريكية في الساحل الشرقي، ثم وُظفت لمهمات النقل الجوي التقليدية ما بين العامين 1972 و1982، وفي العام 1994 حددتِ الاختباراتُ التي أجراها سلاح الجو بعض طائرات الرش السابقة بأنها «ملوثة بشدةٍ» ببقايا الديوكسين. أدت الاستفسارات التي أجراها قدامى محاربي الأطقم الجوية في العام 2011 إلى قرارٍ من «وزارة شؤون المحاربين القدامى» في الولايات المتحدة يرى أنه لا توجد بقايا ديوكسين كافيةٌ لإصابة هؤلاء المحاربين القدامى في فترة ما بعد حرب فييتنام. طعنت «وكالة المركز الأمريكي لمكافحة الأمراض وتوثيق المواد السامة والأمراض» في 26 يناير/كانون الأول من العام 2012 في هذا الأمر باكتشافها أن طائراتِ الرش السابقةَ كانت بالفعل ملوثةً، وأن أفراد أطقم الطائرات تعرضوا لسوّياتٍ ضارةٍ من الديوكسين. ورداً على مخاوف قدامى المحاربين أحالت «وزارة شؤون المحاربين القدامى» في فبراير/شباط من العام 2014 قضية طائرات «سي - 123 بروفايدر» إلى «معهد الطب» لدراسةٍ خاصةٍ، وصدرتِ النتائج في 9 يناير/كانون الأول من العام 2015.

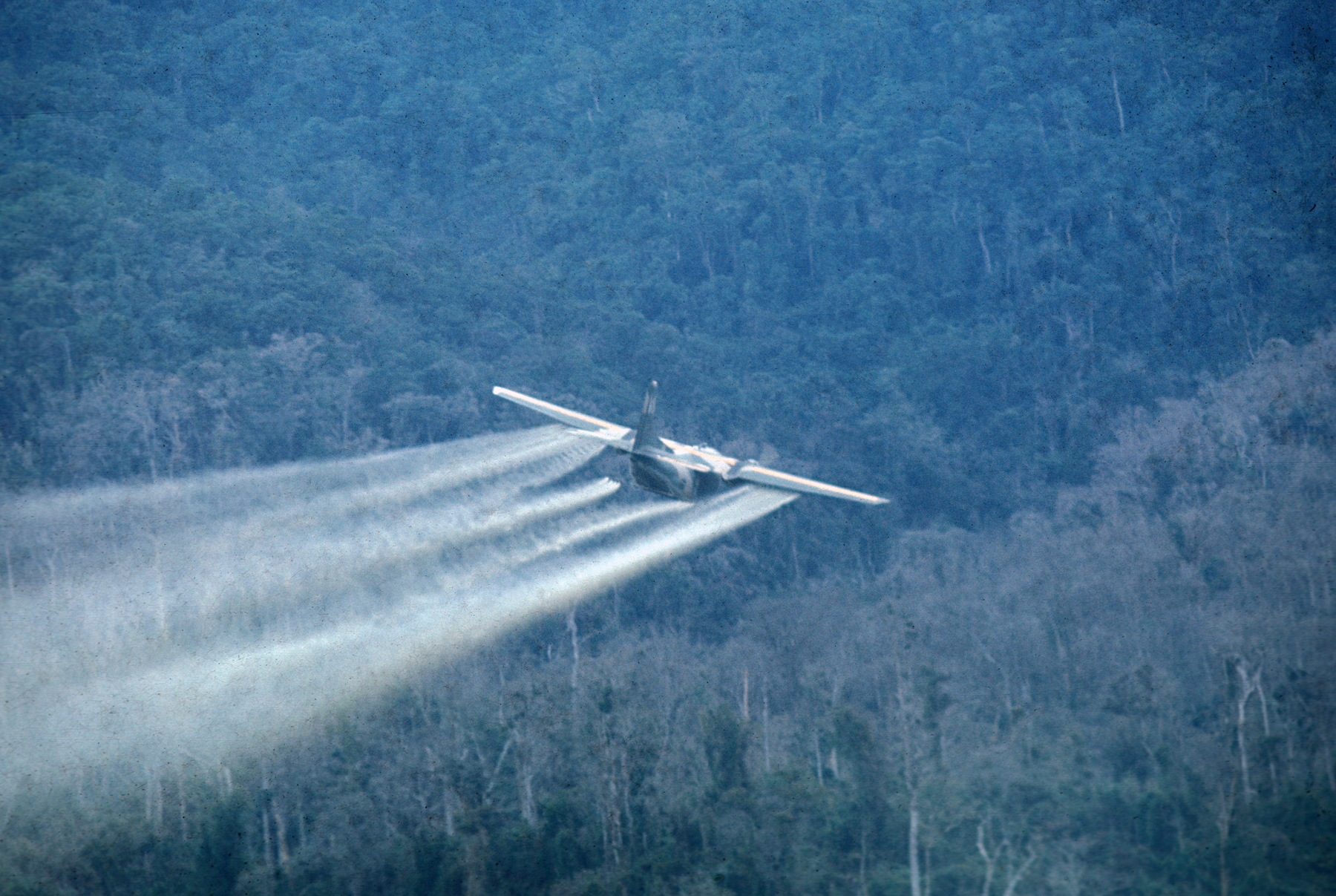
طائرة تابعة لسلاح الجو الأمريكي تقوم برش المواد معرّية الأشجار (مسقطة الأوراق أو مبيدات الأعشاب).

في العام 1978 أوقفت «وكالة حماية البيئة» رش العامل البرتقالي في الغابات الوطنية. رُشَّ العامل البرتقالي على آلاف الأفدنةِ من الأجمات في وادي تينيسي لمدة خمسةَ عشرَ عاماً قبلما يكتشفِ العلماء أن مبيدات الأعشاب هذه كانت خطيرةً. إحدى المواقع المعروفة بأنها رُشت هي مقاطعة «مونرو» في تينيسي -وفقاً لسلطة وادي تينيسي- حيث جرى غمر أربعةٍ وأربعين فداناً بالعامل البرتقالي في مناطقَ قصيّةٍ على طول خطوط الطاقة في جميع أنحاء الغابة الوطنية.

وفي العام 1983 أعلنت ولاية نيو جيرسي أن موقعَ إنتاج نهر باسايك هو حالةُ طوارئٍ. يعود التلوث بالديوكسين في نهر باسايك إلى حقبة حرب فييتنام عندما صنّعته شركة Diamond Alkali في مصنعٍ على طول النهر. حمل المد والجزر في النهر الديوكسين في أعلى مجرى النهر وأسفله مما أدى إلى تلويث مساحة سبعة عشرَ ميلاً من قاع النهر في واحدةٍ من أكثر المناطق اكتظاظاً بالسكان في نيو جيرسي.
أدرج تقرير وزارة الدفاع الصادر في ديسمبر/كانون الأول من العام 2006 مواقعَ اختبار العامل البرتقالي وتخزينه والتخلص منه في اثنين وثلاثين موقعاً في جميع أنحاء الولايات المتحدة، وكذلك في كندا، وتايلاند، وبورتوريكو، وكوريا الجنوبية، والمحيط الهادي. وقد أقرت «إدارة المحاربين القدماء» كذلك بأن العامل البرتقالي جرى استخدامه محلياً من قبل القوات الأمريكية في مواقع الاختبار في جميع أنحاء الولايات المتحدة الأمريكية. كانت قاعدة «إغلين» Eglin الجوية في فلوريدا واحدةً من مواقع الاختبار الأولية طيلة الستينات.

## برامج التنظيف
وافقت شركة مونسانتو في فبراير/شباط من العام 2012 على تسوية قضيةٍ تغطي التلوث بالديوكسين حول مصنعٍ في نيترو في «فيرجينيا الغربية»، والذي قام بتصنيع العامل البرتقالي. وافقت مونسانتو على دفع ما يصل إلى تسعة ملايين دولارٍ لتنظيف المنازل المتضررة، وأربعةٍ وثمانين مليون دولارٍ للمراقبة الطبية للأشخاص المتضررين، والرسوم القانونية للمجتمع.

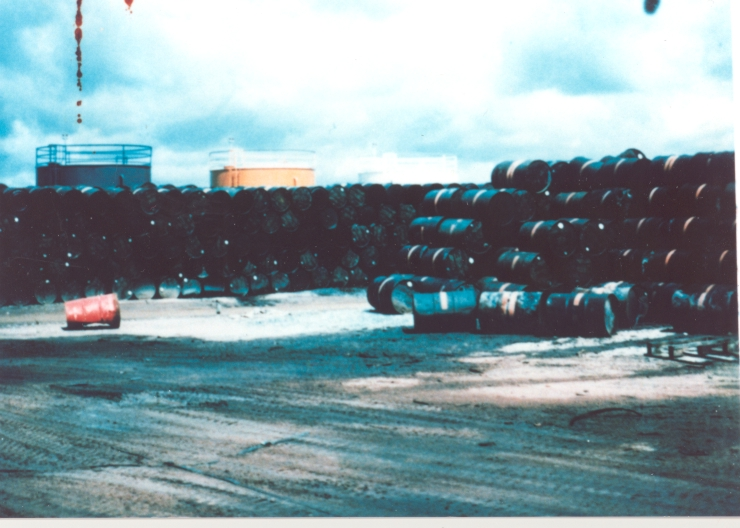
أكوام من براميلَ سعة 200 ل (55 جالون أمريكي) تحتوي على العامل البرتقالي.

بدأتِ الولايات المتحدة وفييتنام في 9 أغسطس/آب من العام 2012 عملية تنظيفٍ تعاونيةٍ للمادة الكيميائية السامة في جزءٍ من مطار «دا نانغ» الدولي، وهي المرة الأولى التي تشارك فيها الحكومة الأمريكية في تنظيف العامل البرتقالي في فييتنام. كان «دا نانج» موقع التخزين الأساسي للمادة الكيميائية. تبحث الولايات المتحدة وفييتنام في موقعين آخرين للتنظيف هما «بيين هوا» Biên Hòa في «محافظة دونغ ناي» Đồng Nai الجنوبية («نقطة ساخنة» أخرى من التلوث بالديوكسين) ومطار «بهو كات» Phù Cát في «محافظة بينه دينه» Bình Định في وسط البلاد حسبما يقول سفير الولايات المتحدة في فييتنام «ديفيد شير». ووفقاً لصحيفة «نان دان» Nhân Dân الفييتنامية قدمت الحكومة الأمريكية واحداً وأربعين مليون دولارٍ للمشروع. بحلول العام 2017 كان قد جرى «تنظيف» قرابة مئةٍ وعشرة آلاف م3 من التربة.
كان مركز كتيبة الإنشاءات البحرية في Seabee في جولفبورت في الميسيسيبي أكبرَ موقع تخزينٍ في الولايات المتحدة للعامل البرتقالي، وكانت مساحته البالغة ثلاثين فداناً شاذةً لا تزال قيد التنظيف في العامِ 2013.
في العام 2016 وضعت «وكالة حماية البيئة» EPA خطتها لتنظيف امتداد ثمانية أميالٍ من نهر باسايك في نيوجيرسي بتكلفةٍ تُقدر بـ 1.4 مليار دولار. وصلت الملوِثات إلى خليج «نيوارك» وممراتٍ مائيةٍ أخرى وفقاً لـ«وكالة حماية البيئة» التي حددت المنطقة كموقعٍ Superfund، ونظراً لأن تدمير الديوكسين يتطلب درجات حرارةٍ عاليةٍ تزيد عن ألف درجةٍ مئويةٍ، فإن عملية التدمير تستهلك طاقةً كبيرةً.

## الهوامش
1. ↑  مبيدات قوس قزح تسمية رمزية لمجموعةٍ من سبعة أنواعٍ مختلفةٍ من المواد الكيميائية السامة استخدمتها الولايات المتحدة في الهند الصينية أشهرها العامل البرتقالي، وقد سمي كذلك لأن الحاويات (البراميل) التي تحويه جرى تمييزها ببساطةٍ بخطٍّ عريضٍ من دهانٍ برتقاليٍّ، وكذلك الأمر مع مبيدات قوس قزح الأخرى. يذكر أن الولايات المتحدة فقدت في حرب فييتنام قرابة 59 ألف قتيل.
2. ↑  كانت مساحة فييتنام الجنوبية (55-1975) تبلغ 173,809 كم2 (67٬108 ميل²)، وتبلغ مساحة جمهورية فييتنام الحالية 331,690 كم2، في حين تبلغ مساحة لاوس 237,955 كم2، ومساحة كمبودبا 181,035 كم2.
3. ↑  كتب صاحب الصورة فيليب كابر وهو عامل سابق في المصنع:

"عندما وصلت إلى نيو بلايموث في العام 1968 وُصف هذا بأنه مصنع للأسمدة والمبيدات. بعد فترةٍ وجيزةٍ بدأت تنتشر الشائعات. كانت تصنع مواد تقشيرٍ لاستخدامها في فييتنام. وقد نُفي هذا بشدة.

كانت المشكلة أن مبيد الآفات 2-4-5-T الذي تم تصنيعه بشكل علني وتجاري للاستخدام في مزارع نيوزيلندا كان المكون الأساسي للعامل البرتقالي، ولم يكن أحد في ذلك الوقت يعلم أنه ضار بالبشر. لم يكن الإنكار تستراً كيميائياً، بل غطاءً سياسياً. لم ترغبِ الحكومة في إثارة الحركة المتنامية المناهضة للحرب في نيوزيلندا في وقتٍ كان فيه أكثر من ثلاثة آلاف جنديٍّ نيوزيلنديٍّ يخدمون في فييتنام.

بعد ذلك ثبت أن العامل البرتقالي كان يُصنَّع هنا. وعندما كان الجنود الفييتناميون وعائلاتهم يظهرون آثار التسمم بالديوكسين بدأ طرح الأسئلة حول المخاطر التي يتعرض لها الأشخاص الذين يعيشون ويعملون هنا. بينما توقف تصنيع 2-4-5-T في أي مكانٍ آخر في العالم بحلول العام 1978 فقد استمر هنا حتى العام 1987.

على الرغم من أن المعدلات غير الطبيعية للعيوب الخلقية وأنواعٍ معينةٍ من السرطان بين أولئك الذين عاشوا هنا في الستينات قد قيست وأُكّدت في التسعينات إلا أنه في السنوات القليلة الماضية فقط جاء القبول المشروط -والحذر للغاية- للمشكلات من مسؤولي الصحة العامة.

بالنسبة لي هذا مثال -شخصي للغاية- على حقيقة أن صدى آثار الحروب يتردد عبر الأجيال، ولا يتوقف بمجرد انتهاء الحرب. إنه أيضاً تحدٍ لأولئك الذين يؤكدون أننا لسنا بحاجةٍ إلى اتخاذ الاحتياطات بشأن التطبيقات التقانية والعلمية الجديدة حتى يتوفر دليل علمي على الضرر..
4. ↑  كان يجري رش الغابات القصيّة حول خطوط نقل الطاقة الكهربية لتجريدها من الأوراق لئلا تتداخل معها وتؤثر على أدائها، إذ إن الوصول إليها وتقليمها كان أمراً عسيراً فلُجئ إلى طريقة الرش بالطائرات ما أدى إلى تلويث الغابة الطبيعية.

### فهرس المراجع
1. 1 2 3  مذكور في: قاعدة البيانات الكيمياء العامة. مُعرِّف مُركَّب في قاعدة البيانات الكيمياء العامة (PubChem CID): 38264. لغة العمل أو لغة الاسم: الإنجليزية. العنوان: AGENT ORANGE. الوصول: 20 سبتمبر 2016.
2. ↑  مذكور في: نظام فهرسة المواضيع الطبية. مُعرِّف نظام فهرسة المواضيع الطبية (MeSH): D000075182. الوصول: 15 مارس 2018. لغة العمل أو لغة الاسم: الإنجليزية. المُؤَلِّف: المكتبة الوطنية لعلم الطب.
3. ↑  البعلبكي، منير (1998) [1967]. المورد الحديث [Al-Mawrid] (ط. الثلاثون). بيروت: دار العلم للملايين. ص. 33. اطلع عليه بتاريخ 2/ 12/ 2021. {{استشهاد بكتاب}}: تحقق من التاريخ في: |تاريخ الوصول= (مساعدة)
4. ↑  Buckingham 1982.
5. ↑  "Agent Orange Linked To Skin Cancer Risk". Science 2.0. 29 يناير 2014. مؤرشف من الأصل في 2019-10-23. اطلع عليه بتاريخ 2020-02-01.
6. 1 2 3  "Agent Orange and Cancer". American Cancer Society. 11 فبراير 2019. مؤرشف من الأصل في 2019-12-01.
7. ↑  "Aging vets' costs concern Obama's deficit co-chair". Boston.com. أسوشيتد برس. 31 أغسطس 2010. مؤرشف من الأصل في 2018-03-10. اطلع عليه بتاريخ 2017-03-30.
8. 1 2  Stocking, Ben (14 Jun 2007). "Agent Orange Still Haunts Vietnam, US". The Washington Post (بالإنجليزية الأمريكية). ISSN:0190-8286. Archived from the original on 2017-03-30. Retrieved 2017-03-29.
9. 1 2  King، Jessica (10 أغسطس 2012). "U.S. in first effort to clean up Agent Orange in Vietnam". سي إن إن. مؤرشف من الأصل في 2013-03-03. اطلع عليه بتاريخ 2012-08-11.
10. 1 2  Tucker، Spencer C.، المحرر (2011). "Defoliation". The Encyclopedia of the Vietnam War : a Political, Social, and Military History (ط. 2nd). ABC-CLIO. ISBN:978-1-85109-961-0.
11. ↑  Raloff، J. (1984). "Agent Orange and Birth Defects Risk". Science News. ج. 126 ع. 8: 117. DOI:10.2307/3969152. JSTOR:3969152.
12. ↑  corporateName=Department of Veterans' Affairs; address=21 Genge St, Civic/Canberra City. "Agent Orange - Anzac Portal". anzacportal.dva.gov.au (بAustralian English). Archived from the original on 2021-07-30. Retrieved 2021-07-30.{{استشهاد ويب}}:  صيانة الاستشهاد: أسماء عددية: قائمة المؤلفين (link) صيانة الاستشهاد: أسماء متعددة: قائمة المؤلفين (link)
13. 1 2  Vallero, Daniel A. (2007). Biomedical ethics for engineers: ethics and decision making in biomedical and biosystem engineering. Academic Press. ص. 73. ISBN:978-0-7506-8227-5. مؤرشف من الأصل في 2017-03-31.
14. 1 2  Furukawa 2004، صفحة 215.
15. ↑  Journal, Claire Perlman for Earth Island (14 Jul 2011). "Amazon facing new threat: Agent Orange". the Guardian (بالإنجليزية). Archived from the original on 2021-11-17. Retrieved 2021-11-17.
16. ↑  IOM 1994، صفحة 90.
17. ↑  Young AL، Thalken CE، Arnold EL، Cupello JM، Cockerham LG (1976). Fate of 2,3,7,8-tetrachlorodibenzo-p-dioxin (TCDD) in the Environment: Summary and Decontamination Recommendations (Technical report). United States Air Force Academy. TR 76 18.
18. ↑  "Dioxins". Tox Town. United States National Library of Medicine. مؤرشف من الأصل في 2017-03-13. اطلع عليه بتاريخ 2017-03-12.
19. ↑  Yonemoto, Junzo (2000). "The Effects of Dioxin on Reproduction and Development". Industrial Health. ج. 28 ع. 3: 259–268. DOI:10.2486/indhealth.38.259. PMID:10943072.
20. 1 2  Ngo et al. 2006.
21. ↑  Palmer، Michael (2007). "The Case of Agent Orange". Contemporary Southeast Asia. ج. 29: 172–195. DOI:10.1355/cs29-1h.
22. ↑  "Facts About Herbicides – Public Health". United States Department of Veterans Affairs. مؤرشف من الأصل في 2017-02-18. اطلع عليه بتاريخ 2017-02-20.
23. 1 2  Perera، Judith؛ Thomas، Andy (18 أبريل 1985). "This horrible natural experiment". New Scientist. ص. 34–36. مؤرشف من الأصل في 2021-01-26.
24. ↑  "In Memoriam: Arthur Galston, Plant Biologist, Fought Use of Agent Orange". Yale News. 18 يوليو 2008. مؤرشف من الأصل في 2017-03-12. اطلع عليه بتاريخ 2017-03-10.
25. 1 2  Schneider، Brandon (2003). "Agent Orange: A deadly member of the rainbow". Yale Scientific. ج. 77 ع. 2. مؤرشف من الأصل في 2009-01-25.
26. ↑  Young 2009.
27. ↑  Verwey 1977، صفحة 111.
28. ↑  New Scientist, 19 April 1985, p. 34, "This Horrible natural experiment" نسخة محفوظة 2021-11-21 على موقع واي باك مشين.
29. 1 2  Haberman، Clyde (11 مايو 2014). "Agent Orange's Long Legacy, for Vietnam and Veterans". The New York Times. مؤرشف من الأصل في 2017-07-24. اطلع عليه بتاريخ 2017-02-24.
30. ↑  Hough، Peter (1998). The Global Politics of Pesticides: Forging Consensus from Conflicting Interests. Earthscan. ص. 61. ISBN:9781844079872.
31. ↑  Buckingham 1982، صفحة 11–12.
32. 1 2 3 4 5  Lewy, Guenter (1978), America in Vietnam, New York: Oxford University Press, pp. 263
33. ↑  Lewy, Guenter (1978), America in Vietnam, New York: Oxford University Press, pp. 263.
34. ↑  Pellow 2007، صفحة 159.
35. 1 2  Stellman et al. 2003.
36. ↑  Tucker، Spencer C.، المحرر (1997). "Agent Orange". Encyclopedia of the Vietnam War: A Political, Social, and Military History. ABC-CLIO.
37. ↑  Huntington، Samuel P. (يوليو 1968). "The Bases of Accommodation". Foreign Affairs. ج. 46 ع. 4: 642–656. DOI:10.2307/20039333. JSTOR:20039333.
38. ↑  Schuck 1987، صفحة 16.
39. ↑  Young 2009، صفحة 26.
40. ↑  Vietnam War: French court to hear landmark Agent Orange case, BBC News, January 25, 2021 نسخة محفوظة 2021-05-03 على موقع واي باك مشين.
41. ↑  Hay 1982، صفحة 151.
42. ↑  Furukawa 2004، صفحة 143.
43. ↑  Stanford Biology Study Group 1971، صفحة 36.
44. ↑  Luong 2003، صفحة 3.
45. ↑  Fawthrop، Tom (14 يونيو 2004). "Vietnam's war against Agent Orange". BBC News. مؤرشف من الأصل في 2019-11-10.
46. 1 2  Fawthrop، Tom (10 فبراير 2008). "Agent of Suffering". The Guardian. مؤرشف من الأصل في 2019-08-30.
47. ↑  Fuller، Thomas (9 أغسطس 2012). "4 Decades on, U.S. Starts Cleanup of Agent Orange in Vietnam". The New York Times. مؤرشف من الأصل في 2017-03-12. اطلع عليه بتاريخ 2017-03-10.
48. 1 2  Kolko 1994، صفحة 144–145.
49. ↑  Verwey 1977، صفحة 113.
50. ↑  Verwey 1977، صفحة 111-113.
51. ↑  Verwey 1977، صفحة 116.
52. 1 2 3  Turse، Nick (2013). Kill Anything That Moves: The Real American War in Vietnam. Henry Holt and Company. ص. 95–99. ISBN:978-0-8050-9547-0. مؤرشف من الأصل في 2017-03-31.
53. ↑  Peterson، Doug (Spring 2005). "Matters of Light: Arthur W. Galston". LASNews Magazine. جامعة إلينوي في إربانا-شامبين. مؤرشف من الأصل في 2010-06-18.
54. ↑  Schuck 1987، صفحة 19.
55. ↑  Schlager، Neil (1994). When Technology Fails: Significant Technological Disasters, Accidents, and Failures of the Twentieth Century. Gale Research. ص. 104.
56. ↑  "United States of America: Practice Relating to Rule 76. Herbicides". Customary IHL Database. اللجنة الدولية للصليب الأحمر. مؤرشف من الأصل في 2014-03-01. اطلع عليه بتاريخ 2017-03-29.
57. ↑  Hill and Ponton. "Agent Orange Diseases and Symptoms Breakdown." Hill and Ponton. November 5, 2021.
58. 1 2  Denselow، Robin (3 ديسمبر 1998). "Agent Orange blights Vietnam". BBC News. مؤرشف من الأصل في 2009-01-25. اطلع عليه بتاريخ 2010-04-23.
59. ↑  "Professor Nguyen Viet Nhan: Helping Child Victims of Agent Orange Defoliation". Gaia Discovery (بالإنجليزية). 13 Dec 2010. Archived from the original on 2017-02-25. Retrieved 2017-02-24.
60. ↑  Thornton، Joe (2000). Pandora's Poison: Chlorine, Health, and a New Environmental Strategy. MIT Press. ص. 190. ISBN:978-0-262-70084-9.
61. ↑  "Ủng hộ nạn nhân chất độc da cam/Đi-ô-xin" [Support for victims of Agent Orange / Dioxin] (بالفيتنامية). Vietnam Ministry of Foreign Affairs. Archived from the original on 2008-04-07.
62. ↑  IOM 1994، صفحة iii.
63. 1 2  King، Jesse (8 نوفمبر 2012). "Birth Defects Caused by Agent Orange". Embryo Project Encyclopedia. hdl:10776/4202. ISSN:1940-5030. مؤرشف من الأصل في 2013-08-01. اطلع عليه بتاريخ 2021-02-06.
64. ↑  Viet Nam – Russia Tropical Centre (يونيو 2009). Evaluation of Contamination at the Agent Orange Dioxin Hot Spots in Bien Hoa, Phu Cat and Vicinity, Vietnam (PDF) (Report). Hanoi, Vietnam: Office of the National Committee 33, Ministry of Natural Resource and Environment. UNDP1391.2. مؤرشف (PDF) من الأصل في 2019-04-25.
65. ↑  Hatfield Consultants؛ Office of the National Steering Committee 33 (2007). Assessment of dioxin contamination in the environment and human population in the vicinity of Da Nang Airbase, Viet Nam (PDF) (Final Report). Vancouver, Canada: Hatfield Consultants. DANDI1283.4. مؤرشف (PDF) من الأصل في 2019-04-25.{{استشهاد بتقرير}}:  صيانة الاستشهاد: أسماء عددية: قائمة المؤلفين (link)
66. ↑  Hermann، Kenneth J. (25 أبريل 2006). "Killing Me Softly: How Agent Orange Murders Vietnam's Children". Political Affairs. مؤرشف من الأصل في 2014-09-17.
67. ↑  Sidath، Viranga Panangala؛ Shedd، Daniel (18 نوفمبر 2014). Veterans Exposed to Agent Orange: Legislative History, Litigation, and Current Issues (PDF) (Report). Congressional Research Service. R43790. مؤرشف (PDF) من الأصل في 2017-03-21.
68. ↑  "Veterans Exposed to Agent Orange". United States Department of Veterans Affairs. 19 يناير 2018. مؤرشف من الأصل في 2018-02-03. اطلع عليه بتاريخ 2018-02-02.
69. ↑  Fleischer، Doris Zames؛ Zames، Freida (2001). The disability rights movement: from charity to confrontation. Temple University Press. ص. 178. ISBN:978-1-56639-812-1. مؤرشف من الأصل في 2017-02-28.
70. ↑  Nguyen، Ha (19 نوفمبر 2004). "Most Americans favor compensation for Agent Orange victims". Embassy of the Socialist Republic of Vietnam in the United States. مؤرشف من الأصل في 2017-03-31. اطلع عليه بتاريخ 2017-03-30.
71. ↑  Institute of Medicine (2018). Veterans and Agent Orange: Health Effects of Herbicides Used in Vietnam: Update 11. Washington, DC: The National Academies Press. ISBN:978-0-309-47716-1. مؤرشف من الأصل في 2021-02-25. اطلع عليه بتاريخ 2018-12-25.
72. ↑  "Veterans exposed to Agent Orange have higher rates of prostate cancer recurrence". Medical College of Georgia News. 20 مايو 2007. مؤرشف من الأصل في 2011-08-16.
73. 1 2  Committee to Evaluate the Potential Exposure of Agent Orange/TCDD Residue and Level of Risk of Adverse Health Effects for Aircrew of Post-Vietnam C-123 Aircraft; Board on the Health of Select Populations. Post-Vietnam Dioxin Exposure in Agent Orange-Contaminated C-123 Aircraft. Institute of Medicine (Report). مؤرشف من الأصل في 2021-05-01. اطلع عليه بتاريخ 2015-09-03.{{استشهاد بتقرير}}:  صيانة الاستشهاد: أسماء عددية: قائمة المؤلفين (link) صيانة الاستشهاد: أسماء متعددة: قائمة المؤلفين (link)
74. ↑  "Vietnam Era Health Retrospective Observational Study" (بالإنجليزية). United States Department of Veterans Affairs. Archived from the original on 2017-02-25. Retrieved 2017-02-24.
75. 1 2  "Postservice mortality among Vietnam veterans. The Centers for Disease Control Vietnam Experience Study". JAMA. ج. 257 ع. 6: 790–795. 13 فبراير 1987. DOI:10.1001/jama.1987.03390060080028. hdl:2027/ucbk.ark:/28722/h27w6770k. PMID:3027422.
76. ↑  "Agent Orange: Diseases Associated with Agent Orange Exposure". United States Department of Veterans Affairs. 25 مارس 2010. مؤرشف من الأصل في 2010-05-09. اطلع عليه بتاريخ 2010-05-04.
77. ↑  Frumkin 2003، صفحة 257.
78. ↑  Mitchell، Jon (12 أبريل 2011). "Evidence for Agent Orange on Okinawa". اليابان تايمز. ص. 12. مؤرشف من الأصل في 2011-10-11.
79. ↑  Chamie، Karim؛ deVere White، Ralph W.؛ Lee، Denis؛ Ok، Joonha؛ Ellison، Lars M. (17 أكتوبر 2008). "Agent Orange exposure, Vietnam War veterans, and the risk of prostate cancer". Cancer. ج. 113 ع. 9: 2464–2470. DOI:10.1002/cncr.23695. PMID:18666213. S2CID:7623342.
80. ↑  Ansbaugh، Nathan؛ Shannon، Jackilen؛ Mori، Motomi؛ Farris، Paige E.؛ Garzotto، Mark (1 يوليو 2013). "Agent Orange as a risk factor for high-grade prostate cancer". Cancer. ج. 119 ع. 13: 2399–2404. DOI:10.1002/cncr.27941. PMC:4090241. PMID:23670242.
81. ↑  Chang، ET؛ Boffetta، P؛ Adami، HO؛ Cole، P؛ Mandel، JS (2014). "A critical review of the epidemiology of Agent Orange/TCDD and prostate cancer". Eur J Epidemiol. ج. 29 ع. 10: 667–723. DOI:10.1007/s10654-014-9931-2. PMC:4197347. PMID:25064616.
82. 1 2  Dunst، Charles (20 يوليو 2019). "The U.S.'s Toxic Agent Orange Legacy: Washington Has Admitted to the Long-Lasting Effects of Dioxin Use in Vietnam, But Has Largely Sidestepped the Issue in Neighboring Cambodia and Laos". The Atlantic. مؤرشف من الأصل في 2019-10-14.
83. ↑  Ana، Phann؛ Doyle، Kevin (20 مارس 2004). "Agent Orange's Legacy". The Cambodia Daily. مؤرشف من الأصل في 2014-05-05. اطلع عليه بتاريخ 2014-05-05.
84. ↑  "4 Decades on, U.S. Starts Cleanup of Agent Orange in Vietnam". The New York Times. New York. 9 أغسطس 2012. مؤرشف من الأصل في 2015-04-15. اطلع عليه بتاريخ 2014-05-05.
85. ↑  'Agent Orange: Limited Information Is Available on the Number of Civilians Exposed in Vietnam and Their Workers' Compensation Claims,' GAO report number GAO-05-371, April 22, 2005. نسخة محفوظة 2021-02-26 على موقع واي باك مشين.
86. ↑  Chiras, Daniel D. (2010). Environmental science (ط. 8th). Jones & Bartlett. ص. 499. ISBN:978-0-7637-5925-4. مؤرشف من الأصل في 2021-03-08.
87. ↑  Furukawa 2004، صفحات 221–222.
88. ↑  Verwey 1977، صفحة 115.
89. ↑  "Convention on the Prohibition of the Military or Any Other Hostile Use of Environmental Modification Techniques". Audiovisual Library of International Law. 10 ديسمبر 1976. مؤرشف من الأصل في 2019-11-11. اطلع عليه بتاريخ 2020-02-01.
90. ↑  "Practice Relating to Rule 76. Herbicides". Customary IHL Database. International Committee of the Red Cross. 2013. مؤرشف من الأصل في 2013-09-22. اطلع عليه بتاريخ 2013-08-24.
91. ↑  Detter, Ingrid (2013). The Law of War. Ashgate. ص. 255. ISBN:9781409464952.
92. ↑  Samuel، Richard J.، المحرر (2005). "Agent Orange". Encyclopedia of United States National Security. SAGE Publications. ص. 6. ISBN:9781452265353.
93. 1 2  Wilcox 1983.
94. ↑  Scott، Wilbur J. (1993). The Politics of Readjustment: Vietnam Veterans Since the War. Transaction Publishers. ص. 130. ISBN:978-0-202-30406-9. مؤرشف من الأصل في 2017-02-28.
95. ↑  "Dying Veteran May Speak From Beyond The Grave In Court". Lakeland Ledger. 25 يناير 1980. مؤرشف من الأصل في 2013-06-06. اطلع عليه بتاريخ 2012-07-07.
96. ↑  Croft، Steve (7 مايو 1980). "Agent Orange". CBS Evening News. مؤرشف من الأصل في 2012-03-21.
97. ↑  "About the Firm". The Mayerson Law Offices. مؤرشف من الأصل في 2009-09-24. اطلع عليه بتاريخ 2010-05-04.
98. ↑  Stanley, Jay؛ Blair, John D.، المحررون (1993). Challenges in military health care: perspectives on health status and the provision of care. Transaction Publishers. ص. 164. ISBN:978-1-56000-650-3. مؤرشف من الأصل في 2017-02-28.
99. ↑  Harrington، John C. (2005). The challenge to power: money, investing, and democracy. Chelsea Green Publisher. ص. 260. ISBN:978-1-931498-97-5. مؤرشف من الأصل في 2021-03-07.
100. ↑  Wilcox، Fred A. (1999). Chambers، John Whiteclay؛ Anderson، Fred (المحررون). Toxic Agents. Oxford University Press. ص. 725. ISBN:978-0-19-507198-6. مؤرشف من الأصل في 2021-03-08. {{استشهاد بموسوعة}}: تجاهل المحلل الوسيط |عمل= (مساعدة)
101. ↑  Fawthrop، Tom (4 نوفمبر 2004). "Agent Orange Victims Sue Monsanto". CorpWatch. مؤرشف من الأصل في 2018-01-26. اطلع عليه بتاريخ 2020-02-01.
102. ↑  Prestin، Terry (3 يوليو 1996). "Agent Orange Panel Closes". The New York Times. Section B; page 1; column 1. مؤرشف من الأصل في 2014-09-13. اطلع عليه بتاريخ 2014-09-13.
103. ↑  Kahn، Peter C.؛ Gochfeld، Michael؛ Nygren، Martin؛ وآخرون (18 مارس 1988). "Dioxins and Dibenzofurans in Blood and Adipose Tissue of Agent Orange—Exposed Vietnam Veterans and Matched Controls". JAMA. ج. 259 ع. 11: 1661–7. DOI:10.1001/jama.1988.03720110023029. PMID:3343772.
104. ↑  Pencak، William (2009). Encyclopedia of the Veteran in America. ABC-CLIO. ص. 30. ISBN:9780313087592. مؤرشف من الأصل في 2021-11-26.
105. ↑  Office of Public Health and Environmental Hazards (11 نوفمبر 2009). "Agent Orange". United States Department of Veterans Affairs. مؤرشف من الأصل في 2009-11-01. اطلع عليه بتاريخ 2012-07-07.
106. ↑  "PL 102-4 and The National Academy of Sciences". The National Academies. 3 نوفمبر 1981. مؤرشف من الأصل في 2012-08-03. اطلع عليه بتاريخ 2012-07-07.
107. ↑  "Agent Orange Act of 1991". جامعة جورج واشنطن. مؤرشف من الأصل في 2017-02-01. اطلع عليه بتاريخ 2017-03-30.
108. ↑  Baker، Mike (31 أغسطس 2010). "Aging vets' costs concern Obama's deficit co-chair". Boston.com. أسوشيتد برس. مؤرشف من الأصل في 2017-05-21. اطلع عليه بتاريخ 2017-03-30.
109. ↑  Buffler, Patricia A.; Ginevan, Michael E.; Mandel, Jack S.; Watkins, Deborah K. (1 Sep 2011). "The Air Force Health Study: An Epidemiologic Retrospective". Annals of Epidemiology (بالإنجليزية). 21 (9): 673–687. DOI:10.1016/j.annepidem.2011.02.001. ISSN:1047-2797. PMID:21441038.
110. ↑  "VA Expands Disability Benefits for Air Force Personnel Exposed to Contaminated C-123 Aircraft" (Press release). United States Department of Veterans Affairs. 18 يونيو 2015. مؤرشف من الأصل في 2016-12-28. اطلع عليه بتاريخ 2017-03-30.
111. 1 2  Young 2009، صفحة 310.
112. ↑  "US, Vietnam to Hold Fourth Joint Advisory Meeting on Agent Orange/Dioxin" (Press release). Embassy of the United States, Hanoi. مؤرشف من الأصل في 2011-10-15. اطلع عليه بتاريخ 2011-08-11.
113. ↑  "Joint Statement Between the Socialist Republic of Vietnam and the United States of America" (Press release). United States Department of State. مؤرشف من الأصل في 2017-03-30. اطلع عليه بتاريخ 2017-03-29.
114. ↑  Martin 2009، صفحة 2.
115. ↑  Leahy، Patrick. "Statement of Senator Patrick Leahy on the Legacy of Agent Orange" (Press release). مؤرشف من الأصل في 2012-03-25. اطلع عليه بتاريخ 2011-08-11.
116. ↑  DeYoung, Karen (July 22, 2010). "In Hanoi, Clinton highlights closer ties with Vietnam, pushes for human rights". The Washington Post. ISSN 0190-8286. Archived from the original on March 30, 2017. Retrieved March 29, 2017.
117. ↑  "US helps Vietnam to eradicate deadly Agent Orange". BBC News. June 17, 2011. Archived from the original on July 1, 2017. Retrieved March 29, 2017.
118. ↑  Ives, Mike. "US starts landmark Agent Orange cleanup in Vietnam". Yahoo! News. Archived from the original on August 10, 2012. Retrieved August 8, 2012.
119. ↑  "United Kingdom of Great Britain and Northern Ireland: Practice Relating to Rule 76. Herbicides". Customary IHL Database. International Committee of the Red Cross. مؤرشف من الأصل في 2016-03-07. اطلع عليه بتاريخ 2020-02-01.
120. ↑  "Agent Orange Case for Millions of Vietnamese Is Dismissed". The New York Times. 10 مارس 2005. ISSN:0362-4331. مؤرشف من الأصل في 2017-04-20. اطلع عليه بتاريخ 2017-03-29.
121. ↑  MDL No. 381,  No. 04-CV-400 (E.D.N.Y. 2005).
122. ↑  Piette، Adam (25 مايو 2009). The Literary Cold War, 1945 to Vietnam. Edinburgh University Press. ص. 201–202. ISBN:978-0-7486-3527-6. مؤرشف من الأصل في 2021-03-08.
123. ↑  Rusk، Dean (24 نوفمبر 1961). Office of the Historian (المحرر). Memorandum From the Secretary of State to the President. United States Department of State. ج. Volume I, Vietnam, 1961. OCLC:220954388. مؤرشف من الأصل في 2018-12-11. {{استشهاد بموسوعة}}: |المجلد= يحوي نصًّا زائدًا (مساعدة) وتجاهل المحلل الوسيط |عمل= (مساعدة)
124. ↑  Vietnam Association for Victims of Agent Orange/Dioxin v. Dow Chemical,  No. 05-1953-cv (2d Cir. 2008).
125. ↑  "Docket No. 08-470". Supreme Court of the United States. 2 مارس 2009. مؤرشف من الأصل في 2021-03-08. اطلع عليه بتاريخ 2020-02-01.
126. ↑  "Vietnam Friendship Village Project". مؤرشف من الأصل في 2008-09-17. اطلع عليه بتاريخ 2008-08-18.
127. ↑  "Hội Nạn nhân chất độc da cam/dioxin Việt Nam" [Vietnam Association for Victims of Agent Orange/Dioxin]. vava.org.vn (بvi-VN). Archived from the original on 2017-03-26. Retrieved 2017-03-30.{{استشهاد ويب}}:  صيانة الاستشهاد: لغة غير مدعومة (link)
128. ↑  Ngô Quang Xuân (يونيو 2009). Statement to the United States House Foreign Affairs Subcommittee of Asia, Pacific and Global Environment (Report). ص. 3.
129. ↑  "Living with the sufferings". vietnam.vnanet.vn. 7 ديسمبر 2005. مؤرشف من الأصل في 2021-01-03. اطلع عليه بتاريخ 2021-01-03.
130. ↑  Grotto، Jason (8 ديسمبر 2009). "Public-private group has plan in the works to resolve issue". Chicago Tribune. مؤرشف من الأصل في 2013-05-22. اطلع عليه بتاريخ 2012-07-07.
131. ↑  Mason، Margie (16 يونيو 2010). "Plan addresses Agent Orange legacy in Vietnam". NBC News. مؤرشف من الأصل في 2016-03-05. اطلع عليه بتاريخ 2012-07-07.
132. ↑  "Special Report: Agent Orange". Washington Monthly. يناير–فبراير 2010. ص. 22–40. مؤرشف من الأصل في 2012-09-01. اطلع عليه بتاريخ 2012-07-07.
133. ↑  Congressional Record—Senate (PDF). United States Government Publishing Office. 16 سبتمبر 2010. ص. S7168. مؤرشف (PDF) من الأصل في 2017-03-12.
134. ↑  McMahon, Barbara (19 مايو 2008). "Australia cancer deaths linked to Agent Orange". The Guardian. مؤرشف من الأصل في 2017-03-30. اطلع عليه بتاريخ 2017-03-30.
135. ↑  Levant، Victor (13 نوفمبر 2011). "Vietnam War". The Canadian Encyclopedia. Historica Canada. مؤرشف من الأصل في 2021-11-20. اطلع عليه بتاريخ 2011-04-18.
136. ↑  "People angry with Agent Orange package turn to class-action lawsuit". Amherst Daily News. 13 سبتمبر 2007. مؤرشف من الأصل في 2012-07-29. اطلع عليه بتاريخ 2007-10-01.
137. ↑  "Agent Orange Class Action". Merchant Law Group. مؤرشف من الأصل في 2007-10-02. اطلع عليه بتاريخ 2007-10-01.
138. ↑  Berry، Shawn (4 أغسطس 2009). "Moncton judge rules in Agent Orange lawsuit". Times & Transcript. Moncton.
139. ↑  "Veterans Affairs Canada Agent Orange Benefits Rev 1.0". مؤرشف من الأصل في 2012-09-01. اطلع عليه بتاريخ 2012-07-06.
140. 1 2  Zlomislic، Diana (17 فبراير 2011). "Agent Orange "soaked" Ontario teens". The Star. Toronto. مؤرشف من الأصل في 2011-02-18. اطلع عليه بتاريخ 2011-02-17.
141. ↑  Zlomislic، Diana (17 فبراير 2011). "Ontario probes Agent Orange poisoning". The Star. Toronto. مؤرشف من الأصل في 2011-02-19. اطلع عليه بتاريخ 2011-02-17.
142. ↑  Dimond، Diane (25 سبتمبر 2013). "Were Vets Who Served in Guam Exposed to Agent Orange and Denied Benefits?". The Daily Beast. مؤرشف من الأصل في 2013-09-28. اطلع عليه بتاريخ 2013-09-29.
143. ↑  "Agent Orange: Information for Veterans Who Served in Vietnam" (PDF). United States Department of Veterans Affairs. مؤرشف (PDF) من الأصل في 2009-07-23. اطلع عليه بتاريخ 2008-08-18.
144. ↑  Alfano، Sean (26 يناير 2006). "Agent Orange Makers Lose S. Korea Suit". CBS News. مؤرشف من الأصل في 2016-08-21. اطلع عليه بتاريخ 2016-08-11.
145. ↑  "Korea orders Agent Orange payments". USA Today. 26 يناير 2006. مؤرشف من الأصل في 2017-02-26. اطلع عليه بتاريخ 2017-03-10.
146. ↑  "Military Secrets Exposed". KPHO-TV. 13 مايو 2011. مؤرشف من الأصل في 2011-05-14.
147. ↑  38 CFR  [لغات أخرى]‏ § 3.307(a)(6)(iv) نسخة محفوظة 2021-05-19 على موقع واي باك مشين.
148. ↑  "Concern prompts review of Dioxin study". New Zealand Herald. 25 نوفمبر 2006. مؤرشف من الأصل في 2016-06-24. اطلع عليه بتاريخ 2020-02-01.
149. ↑  Rowland, R.E.؛ Edwards, L.A.؛ Podd, J.V. (2007). "Elevated Sister Chromatid Exchange Frequencies in New Zealand Vietnam War Veterans". Cytogenetic and Genome Research. ج. 116 ع. 4: 248–251. DOI:10.1159/000100407. PMID:17431321. S2CID:5679637.
150. ↑  "TV3 Documentary "Let us Spray"". مؤرشف من الأصل في 2019-04-17. اطلع عليه بتاريخ 2020-02-01.
151. ↑  Fryer، J. D.؛ Blackman، G. E. (يناير 1972). Preliminary Proposals for the Study of Persistence of Herbicides in Forest and Mangrove Soil (Report). Committee on the Effect of Herbicides in Vietnam, National Academy of Sciences.
152. 1 2 3  Young، Alvin L. (يناير 2013). "Investigations into Allegations of Herbicide Orange on Okinawa, Japan" (PDF). United States Department of Defence. مؤرشف من الأصل (PDF) في 2021-03-08. اطلع عليه بتاريخ 2013-03-14.
153. 1 2 3  Bourns، Charles T. (1 مارس 1978). "Final report of the Federal Task Force for Hazardous Materials Management of the Western Federal Regional Council Region IX, August 1, 1973 to June 30, 1977" (PDF). US Environmental Protection Agency. مؤرشف (PDF) من الأصل في 2014-01-10. اطلع عليه بتاريخ 2013-02-16.
154. ↑  EarthTech (April 2005). "Appendix B" (PDF). Phase II Environmental Baseline Survey, Johnston Atoll (Report). p. B19-B20. Archived from the original (PDF) on April 21, 2013. Retrieved August 19, 2012.
155. ↑  EarthTech (أبريل 2005). "Appendix B" (PDF). Phase II Environmental Baseline Survey, Johnston Atoll (Report). ص. B19-B20. مؤرشف من الأصل (PDF) في 2013-04-21. اطلع عليه بتاريخ 2012-08-19.
156. ↑  "Entitlement to service connection for diabetes mellitus, claimed as due to herbicide exposure or ionizing radiation". United States Department of Veterans Affairs. 10 فبراير 2014. مؤرشف من الأصل في 2017-03-31. اطلع عليه بتاريخ 2017-03-30.
157. 1 2 3  Lobel، Phillip؛ Schreiber، Elizabeth A.؛ McCloskey، Gary؛ O'Shea، Leo (2003). An Ecological Assessment of Johnston Atoll (Report). Chemical Materials Agency, United States Department of the Army. ص. 4. مؤرشف من الأصل في 2012-09-15. اطلع عليه بتاريخ 2012-07-02.
158. 1 2  Mitchell، Jon (4 يونيو 2013). "As evidence of agent orange in Okinawa stacks up US sticks with blanket denial". Japan Times. مؤرشف من الأصل في 2019-04-16. اطلع عليه بتاريخ 2020-02-01.
159. 1 2  Mitchell، Jon (14 يناير 2012). "'Herbicide Stockpile' at Kadena Air Base, Okinawa: 1971 U.S. Army report on Agent Orange". The Asia-Pacific Journal: Japan Focus. ج. 11 ع. 1 No. 5. مؤرشف من الأصل في 2021-09-15. اطلع عليه بتاريخ 2013-02-02.
160. ↑  Darrow، Robert A. (سبتمبر 1971). Historical, Logistical, Political and Technical Aspects of the Herbicide/Defoliant Program, 1967–1971 (Report). Fort Detrick: Plant Sciences Laboratories, United States Army Chemical Corps. ص. 49. A Resume of the Activities of the Subcommittee on Defoliation/Anticrop Systems (Vegetation Control Subcommittee) for the Joint Technical Coordinating Group/Chemical-Biological.
161. ↑  "Agent Orange Found Under Resort Airport". Chicago Tribune. Chicago, Illinois. Tribune News Services. 26 مايو 1999. مؤرشف من الأصل في 2014-01-05. اطلع عليه بتاريخ 2020-02-01.
162. ↑  Sakanond، Boonthan (19 مايو 1999). "Thailand: Toxic Legacy of the Vietnam War". Bangkok, Thailand. Inter Press Service. مؤرشف من الأصل في 2019-07-07. اطلع عليه بتاريخ 2020-02-01.
163. 1 2 3  "Thailand Military Bases and Agent Orange Exposure – Public Health". وزارة شؤون المحاربين القدامى. مؤرشف من الأصل في 2017-02-27. اطلع عليه بتاريخ 2017-03-10.  تتضمّنُ هذه المقالة نصوصًا مأخوذة من هذا المصدر، وهي في الملكية العامة.
164. ↑  Keever، Beverly Deepe (27 مارس 2005). "University vulnerable to pitfalls of secret experiments". Honolulu Star-Bulletin. مؤرشف من الأصل في 2017-03-25. اطلع عليه بتاريخ 2017-03-30.
165. ↑  "Public Health. Herbicide Tests and Storage Outside Vietnam". United States Department of Veterans Affairs. مؤرشف من الأصل في 2017-03-31. اطلع عليه بتاريخ 2017-03-30.
166. ↑  "Agent Orange Residue on Post-Vietnam War Airplanes". United States Department of Veterans Affairs. مؤرشف من الأصل في 2015-04-01. اطلع عليه بتاريخ 2015-04-02.
167. ↑  Nicosia، Gerald (2004). Home to War: A History of the Vietnam Veterans' Movement. Carroll & Graf. ص. 446. ISBN:978-0-7867-1403-2. مؤرشف من الأصل في 2017-03-30.
168. ↑  "The defoliant Agent Orange, which contains dioxin, was sprayed..." United Press International. مؤرشف من الأصل في 2019-08-22. اطلع عليه بتاريخ 2020-02-01.
169. 1 2  Brickley، Peg؛ Morgenson، Gretchen. "Agent Orange's Other Legacy—a $12 Billion Cleanup and a Fight Over Who Pays". The Wall Street Journal. مؤرشف من الأصل في 2019-06-04. اطلع عليه بتاريخ 2020-02-01.
170. ↑  Young 2006، صفحة 5–6.
171. 1 2  "Report on DoD Herbicides Outside of Vietnam" (PDF). United States Department of Veterans Affairs. مؤرشف (PDF) من الأصل في 2014-06-11. اطلع عليه بتاريخ 2008-09-07.
172. ↑  "Vietnam, US launch Danang dioxin clean-up". Phys.org. 18 أكتوبر 2016. مؤرشف من الأصل في 2017-03-01. اطلع عليه بتاريخ 2017-03-30.
173. ↑  Ho، Binh Minh (9 أغسطس 2012). "U.S. starts its first Agent Orange cleanup in Vietnam". Reuters. مؤرشف من الأصل في 2015-10-16. اطلع عليه بتاريخ 2017-03-30.
174. 1 2  Campen، Natalie (9 يوليو 2013). "Agent Orange clean at Navy Seabee base is the focus at public meeting". WLOX. Gulfport, Mississippi. مؤرشف من الأصل في 2019-02-28.
175. ↑  Federal Facilities Assessment Branch, Division of Health Assessment and Consultation, Agency for Toxic Substances and Disease Registry (أبريل 2005). Public Health Assessment, Naval Construction Battalion Center Gulfport, Mississippi, Facility No. MS2170022626 (PDF) (Report). مؤرشف (PDF) من الأصل في 2017-05-04.{{استشهاد بتقرير}}:  صيانة الاستشهاد: أسماء متعددة: قائمة المؤلفين (link)
176. ↑  "Dioxins and their effects on human health". World Health Organization (بالإنجليزية البريطانية). 4 Oct 2016. Archived from the original on 2017-04-09. Retrieved 2017-03-30.

### بيانات المراجع
مرتبة ألفبائياً ترتيباً تصاعدياً حسب اسم المؤلف
- Buckingham، William H., Jr. (1982). Operation Ranch Hand: The Airforce and Herbicides in Southeast Asia 1961–1971 (PDF) (Report). Office of Air Force History, القوات الجوية الأمريكية. مؤرشف من الأصل (PDF) في 2016-11-23.{{استشهاد بتقرير}}:  صيانة الاستشهاد: أسماء متعددة: قائمة المؤلفين (link)
- Butler، David A. (2005). "The early history of scientific and medical research on agent orange" (PDF). Brooklyn Journal of Law and Policy. ج. 13 ع. 2: 527. مؤرشف من الأصل (PDF) في 2010-09-23.
- Frumkin، H. (2003). "Agent Orange and cancer: an overview for clinicians". CA: A Cancer Journal for Clinicians. ج. 53 ع. 4: 245–55. CiteSeerX:10.1.1.522.4715. DOI:10.3322/canjclin.53.4.245. PMID:12924777. S2CID:33647665.
- Furukawa، Hisao (2004). Ecological Destruction, Health, and Development: Advancing Asian Paradigms. Trans Pacific Press. ISBN:978-1-920901-01-1. مؤرشف من الأصل في 2022-11-07.
- Hay، Alastair (1982). The chemical scythe: lessons of 2,4,5-T, and dioxin. Springer. ISBN:978-0-306-40973-8.
- Institute of Medicine, Committee to Review the Health Effects in Vietnam Veterans of Exposure to Herbicides (1994). Veterans and Agent Orange: Health Effects of Herbicides Used in Vietnam. National Academies Press. DOI:10.17226/2141. ISBN:978-0-309-04887-3. PMID:25144022. مؤرشف من الأصل في 2022-04-26.
- Institute of Medicine (11 أكتوبر 2000). Veterans and Agent Orange: Herbicide/Dioxin Exposure and Type 2 Diabetes. National Academies Press. مؤرشف من الأصل في 2013-12-07.
- Kolko، Gabriel (1994). Anatomy of a war : Vietnam, the United States, and the modern historical experience. New York: The New Press. ISBN:9781565842182. مؤرشف من الأصل في 2022-04-11.
- Luong، Hy V. (2003). Postwar Vietnam: dynamics of a transforming society. Rowman & Littlefield. ISBN:978-0-8476-9865-3.
- Martin، Michael F. (28 مايو 2009). Vietnamese Victims of Agent Orange and US-Vietnam Relations (PDF) (Report). Congressional Research Service. RL34761. مؤرشف من الأصل (PDF) في 2022-08-08.
- Ngo، Anh D.؛ Taylor، Richard؛ Roberts، Christine L.؛ Nguyen، Tuan V. (16 مارس 2006). "Association between Agent Orange and birth defects: systematic review and meta-analysis" (PDF). International Journal of Epidemiology. ج. 35 ع. 5: 1220–1230. DOI:10.1093/ije/dyl038. PMID:16543362. مؤرشف من الأصل (PDF) في 2022-11-07.
- Nicosia، Gerald؛ Swofford، Anthony (2004). Home to War: A History of the Vietnam Veterans Movement. Carroll & Graf. ISBN:978-0-7867-1403-2.
- NTP (National Toxicology Program); "Toxicology and Carcinogenesis Studies of 2,3,7,8-Tetrachlorodibenzo-p-dioxin (TCDD) in Female Harlan Sprague-Dawley Rats (Gavage Studies)", CASRN 1746-01-6, April 2006.
- Pellow، David N. (2007). Resisting global toxics : transnational movements for environmental justice. Cambridge, Massachusetts: The MIT Press. ISBN:9780262162449.
- Schuck، Peter (1987). Agent Orange on trial: mass toxic disasters in the courts. Harvard University Press. ISBN:978-0-674-01026-0. مؤرشف من الأصل في 2022-04-07.
- Stanford Biology Study Group (مايو 1971). "The Destruction of Indochina". Bulletin of the Atomic Scientists. ج. 27 ع. 5: 36–40. DOI:10.1080/00963402.1971.11455366. ISSN:0096-3402. مؤرشف من الأصل في 2022-11-07.
- Stellman، Jeanne Mager؛ Stellman، Steven D.؛ Christian، Richard؛ Weber، Tracy؛ Tomasallo، Carrie (17 أبريل 2003). "The Extent and patterns of usage of Agent Orange and other Herbicides in Vietnam" (PDF). Nature. ج. 422 ع. 6933: 681–687. Bibcode:2003Natur.422..681S. DOI:10.1038/nature01537. PMID:12700752. S2CID:4419223. مؤرشف من الأصل (PDF) في 2023-02-07.
- Verwey، Wil D. (1977). Riot control agents and herbicides in war: their humanitarian, toxicological, ecological, military, polemological, and legal aspects. Leyden: Sijthoff. ISBN:978-90-286-0336-3. مؤرشف من الأصل في 2022-04-26.
- Wilcox، Fred (1983). Waiting for an Army to Die: The Tragedy of Agent Orange (ط. 1st). Random House. ISBN:978-0-932020-68-0.
- Young، Alvin L. (ديسمبر 2006). "The History of the US Department of Defense Programs for the Testing, Evaluation, and Storage of Tactical Herbicides" (PDF). مؤرشف من الأصل (PDF) في 2010-08-05. اطلع عليه بتاريخ 2010-09-07.
- Young، Alvin L. (2009). The History, Use, Disposition and Environmental Fate of Agent Orange. Springer. ISBN:978-0-387-87485-2. مؤرشف من الأصل في 2022-11-07. – both of Young's books were commissioned by the وزارة الدفاع، Office of the Deputy Under Secretary of Defense (Installations and Environment)

### قراءات معمقة

#### كتب
- Arnold، Jason Ross (2014). Secrecy in the Sunshine Era: The Promise and Failures of U.S. Open Government Laws. University Press of Kansas. ISBN:978-0700619924. مؤرشف من الأصل في 2022-04-26. see pages 245–252.
- Bouny, André (2010). Agent Orange: Apocalypse Viêt Nam (بالفرنسية). Demi-Lune editions. ISBN:978-2-917112-11-3. with a foreword by Howard Zinn.
- Capdeville, Y; Gendreau, F.; Meynard, J., eds. (2005). L'agent orange au Viet-nam: Crime d'hier, tragédie d'aujourd'hui (بالفرنسية). Tiresias editions. ISBN:978-2-915293-23-4.
- Cecil، Paul Frederick (1986). Herbicidal warfare: the Ranch Hand Project in Vietnam. Praeger. ISBN:978-0-275-92007-4.
- Đại، Lê Cao (2000). Agent Orange in the Vietnam War: History and Consequences. Vietnam Red Cross Society.
- Gibbs، Lois Marie (1995). "Agent Orange and Vietnam Veterans". Dying From Dioxins. South End Press. ص. 14–20. ISBN:978-0-89608-525-1.
- Griffiths، Philip Jones (2004). Agent Orange: Collateral Damage in Vietnam. Alpen Editions. ISBN:978-1-904563-05-1. مؤرشف من الأصل في 2022-04-26.
- Linedecker، Clifford؛ Ryan، Michael؛ Ryan، Maureen (1982). Kerry: Agent Orange and an American Family (ط. 1st). St. Martins Press. ISBN:978-0-312-45112-7.
- Martini، Edwin A. (2012). Agent Orange: History, Science, and the Politics of Uncertainty. Amherst, Massachusetts: University of Massachusetts Press.
- Schecter، Arnold (1994). Dioxins and health. Springer. ISBN:978-0-306-44785-3.
- Sills، Peter (2014). Toxic War: The Story of Agent Orange. Vanderbilt University Press. ISBN:978-0-826519-62-7.
- Uhl، Michael؛ Ensign، Tod (1980). GI Guinea Pigs: How the Pentagon Exposed Our Troops to Dangers Deadlier than War (ط. 1st). Playboy Press. ISBN:978-0-87223-569-4.
- Zierler، David (2011). The Invention of Ecocide. University of Georgia Press. ISBN:978-0-8203-3827-9.
- Wilcox، Fred (2011). Scorched Earth: Legacies of Chemical Warfare in Vietnam. Seven Stories Press. ISBN:978-1-60980-138-0.

#### تقارير حكومية أو لمنظمات المجتمع المدني
- "Agent Orange in Vietnam: Recent Developments in Remediation: Testimony of Ms. Tran Thi Hoan", Subcommittee on Asia, the Pacific and the Global Environment, U.S. House of Representatives, Committee on Foreign Affairs. July 15, 2010
- "Agent Orange in Vietnam: Recent Developments in Remediation: Testimony of Dr. Nguyen Thi Ngoc Phuong", Subcommittee on Asia, the Pacific and the Global Environment, U.S. House of Representatives, Committee on Foreign Affairs. July 15, 2010
- Agent Orange Policy, American Public Health Association, 2007
- "Assessment of the health risk of dioxins", منظمة الصحة العالمية/International Programme on Chemical Safety, 1998
- Operation Ranch Hand: Herbicides In Southeast Asia History of Operation Ranch Hand, 1983
- "Agent Orange Dioxin Contamination in the Environment and Food Chain at Key Hotspots in Viet Nam" Boivin, TG, et al., 2011
- Young، Alvin L. (2008). The History, Use, Disposition and Environmental Fate of Agent Orange (PDF). Office of the Under Secretary of Defense. مؤرشف من الأصل (PDF) في 2022-10-05.

#### أخبار
- Fawthrop, Tom; Agent of suffering, Guardian, February 10, 2008
- Cox, Paul; "The Legacy of Agent Orange is a Continuing Focus of VVAW", The Veteran, Vietnam Veterans Against the War, vol. 38, no. 2, Fall 2008.
- Barlett, Donald P. and Steele, James B.; "Monsanto's Harvest of Fear", Vanity Fair May 2008
- Quick, Ben "The Boneyard" نسخة محفوظة January 2, 2011, على موقع واي باك مشين. Orion Magazine, March/April 2008
- Cheng, Eva; "Vietnam's Agent Orange victims call for solidarity", Green Left Weekly, September 28, 2005
- Children and the Vietnam War 30–40 years after the use of Agent Orange
- Tokar, Brian; "Monsanto: A Checkered History", Z Magazine, March 1999

#### تسجيلات مُصوَّرة
- Agent Orange: The Last Battle. Dir. Stephanie Jobe, Adam Scholl. DVD. 2005
- "HADES" Dir. Caroline Delerue, Screenplay Mauro Bellanova 2011
- The Man With The Wooden Face The Man With The Wooden Face, James Nguyen. Short Film. 2017.

#### صحافة مصورة
- CNN
- Al Jazeera America